# Luxemburg (Stadt)

Flagge der Stadt Luxemburg

Die Stadt Luxemburg (luxemburgisch Stad Lëtzebuerg, französisch Ville de Luxembourg) ist die Hauptstadt des Großherzogtums Luxemburg. Mit 136.208 Einwohnern (Stand 14. Januar 2025) ist sie die einzige Großstadt des Landes; knapp 20 Prozent der Gesamtbevölkerung Luxemburgs leben in der Hauptstadt. In der Agglomeration Luxemburg wohnen 207.650 Menschen (Stand 1. Januar 2024). Luxemburg ist Verwaltungssitz des gleichnamigen Kantons und war es auch für den gleichnamigen Distrikt bis zu seiner Abschaffung am 3. Oktober 2015. Luxemburger nennen ihre Hauptstadt meist nur D’Stad („die Stadt“).
Die Stadt Luxemburg ist neben Brüssel und Straßburg Verwaltungssitz der Europäischen Union mit Sitz und Tagungsort zahlreicher europäischer Institutionen. Daneben ist Luxemburg ein wichtiger Finanzplatz. Das Globalization and World Cities Research Network listet es unter den 50 bedeutendsten Städten der Welt auf.
Per 14. Januar 2025 waren rund 70 Prozent der Einwohner Ausländer aus insgesamt 169 verschiedenen Ländern.

## Geographie

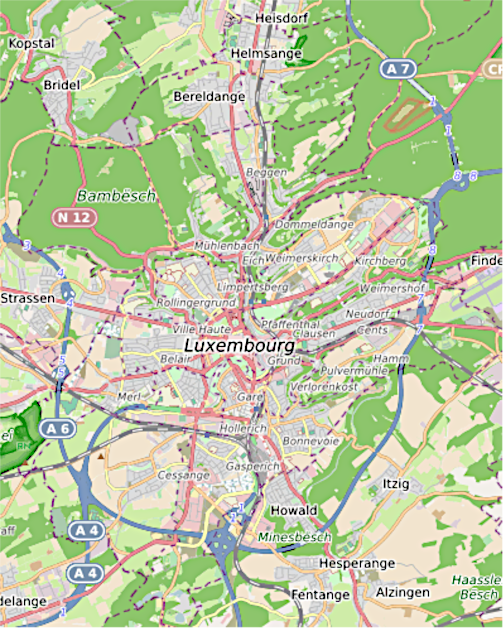
Luxemburg und Lage seiner Stadtteile

### Geographische Lage
Die Stadt liegt im Süden des Großherzogtums (sogenanntes Gutland oder Bon Pays) und wird von der Alzette und der Petruss durchflossen. Die Landesgrenze ist in Richtung Frankreich und Deutschland jeweils rund 20 (Fahr-)Minuten entfernt, in Richtung Belgien rund 15 Minuten. Nicht selten wird die zentrale Lage Luxemburgs „im Herzen Europas“ hervorgehoben: Köln liegt 159 Kilometer entfernt, Straßburg 164 Kilometer, Brüssel 186 Kilometer, Frankfurt am Main 191 Kilometer, Paris 287 Kilometer. Es liegt ziemlich mittig in der blaue Banane.
Luxemburg ist gemeinsam mit Metz (Entfernung ca. 60 km), Saarbrücken (Entfernung ca. 90 km) und Trier (Entfernung ca. 50 km) ein Zentrum der Europa- und Großregion Saar-Lor-Lux, in der auf einer Fläche von 36.700 km² rund 4,7 Millionen Menschen leben, und die vor allem durch die Montanunion, den damit verbundenen Steinkohlenbergbau und die Stahlindustrie an Bedeutung gewann. Die vier Städte bilden seit 2006 ein grenzüberschreitendes Städtenetzwerk namens QuattroPole, das in vielfältiger Weise miteinander kooperiert.

### Stadtgliederung
Das Stadtbild wird geprägt durch das über 40 Meter tiefe Petruss-Tal mit der Unterstadt (Stadtteile Grund, Clausen und Pfaffenthal). Es ist Fußgängern vorbehalten und grenzt die Oberstadt vom Bahnhofsviertel ab. Nach Osten hin grenzt das Alzette-Tal die Oberstadt vom Kirchberg-Plateau ab.
Luxemburg ist in 24 Stadtteile (quartiers) gegliedert.
Mit seinen nördlichen, westlichen und südlichen Vororten Bereldingen, Walferdingen, Strassen und Howald ist Luxemburg nahtlos verwachsen. Der Großraum bildet eine großstädtische Agglomeration mit mehr als 207.000 Einwohnern.

### Klima
In Luxemburg-Stadt herrscht ein gemäßigtes Klima, das in der Köppen-Geiger-Klassifikation dem ozeanischen Klima (Cfb) zugerechnet wird. Es wird durch atlantische Meereswinde beeinflusst und zeichnet sich durch relativ milde Winter und angenehme Sommer aus. Allerdings liegt Luxemburg bereits nicht mehr im Bereich des typisch ozeanisch geprägten Klimas küstennaher westfranzösischer oder belgischer Städte wie Reims oder Lüttich. Die Abschottung von der Nordsee durch das Mittelgebirge der Ardennen begünstigt auch kontinentalere Einflüsse.
Die Luft ist meist mild und feucht; die Niederschlagsmenge beträgt 782,2 mm; Temperaturen im Jahresmittel 9 °C, im Januar 0,8 °C, im Juli 17,5 °C. Die höchsten Temperaturen werden üblicherweise im Juli und im August gemessen. Zu dieser Zeit beträgt die Durchschnittstemperatur etwa 15 bis 25 °C, es werden nicht selten auch 30 bis 35 °C erreicht.
Dadurch, dass die Stadt Luxemburg auf hügeligem Terrain gebaut ist, ergeben sich auf kleinem Raum teils beträchtliche Höhenunterschiede (230–402 m). Dies hat innerstädtische Mikroklimata zur Folge. Somit kann es vorkommen, dass Tallagen im Winter im Nebel verbleiben, während in den Höhenlagen die Sonne scheint. Auch sind die tiefer gelegenen Ebenen im Süden der Stadt weniger windexponiert und oft wärmer als die höher gelegenen Viertel im Norden (z. B. das Kirchberg-Plateau). In der Regel werden für Luxemburg-Stadt die Daten der nahen Wetterstation des Flughafens (Luxemburg-Findel) herangezogen. Durch deren exponierte Lage in 376 m Höhe außerhalb der Stadt sind ihre Messwerte jedoch nur bedingt auf die Verhältnisse der Innenstadt zutreffend.
|                       | Jan  | Feb  | Mär  | Apr  | Mai  | Jun  | Jul  | Aug  | Sep  | Okt  | Nov  | Dez  |   |      |
| Mittl. Tagesmax. (°C) | 3,1  | 4,7  | 9,1  | 13,3 | 17,8 | 20,7 | 23,2 | 22,8 | 18,4 | 13,1 | 7,3  | 3,9  | ⌀ | 13,2 |
| Mittl. Tagesmin. (°C) | −1,6 | −1,3 | 1,6  | 4,4  | 8,4  | 11,1 | 13,3 | 13,0 | 10,0 | 6,3  | 2,2  | −0,5 | ⌀ | 5,6  |
|                       |      |      |      |      |      |      |      |      |      |      |      |      |   |      |
| Niederschlag (mm)     | 76,6 | 62,5 | 69,1 | 58,2 | 78,5 | 79,9 | 71,0 | 75,4 | 76,3 | 86,8 | 76,0 | 86,7 | Σ | 897  |
|                       |      |      |      |      |      |      |      |      |      |      |      |      |   |      |
| Regentage (d)         | 17,0 | 14,3 | 16,1 | 13,7 | 14,4 | 13,9 | 13,0 | 13,1 | 13,0 | 15,4 | 17,2 | 16,9 | Σ | 178  |

| −1,6 |

| −1,3 |

| 1,6 |

| 4,4 |

| 8,4 |

| 11,1 |

| 13,3 |

| 13,0 |

| 10,0 |

| 6,3 |

| 2,2 |

| −0,5 |

| −1,6 |

| −1,3 |

| 1,6 |

| 4,4 |

| 8,4 |

| 11,1 |

| 13,3 |

| 13,0 |

| 10,0 |

| 6,3 |

| 2,2 |

| −0,5 |

### Flora und Fauna
Die Stadt Luxemburg verfügt über ausgedehnte Grünflächen, die im städtischen Bereich als Parks gestaltet, in den Außenbezirken zumeist bewirtschaftete Forste sind. Begünstigt durch das milde Klima haben sich diverse nicht einheimische Tiere angesiedelt.

## Bevölkerung

### Struktur und Entwicklung
Die Stadt Luxemburg hatte am 31. Dezember 2022 132.778 Einwohner. Darunter waren 38.740 einheimische Luxemburger und eingebürgerte Bewohner (29,18 Prozent) sowie 94.038 Menschen mit einer ausländischen Staatsangehörigkeit (70,82 Prozent).
In Luxemburg leben Menschen vieler Nationen und verschiedener Kulturen. Die Stadt ist eine der am stärksten multikulturell geprägten Hauptstädte Europas. Ihre Einwohner stammen aus insgesamt 163 Staaten, die meisten davon aus Frankreich (19.581), Portugal (13.024), Italien (7.821), Belgien (4.617) und Deutschland (3.925). Das Stadtviertel Cents ist das einzige, in dem die Einwohner mit luxemburgischer Staatsangehörigkeit in der Mehrheit sind. Das Bahnhofsquartier hat mit 84,39 Prozent den höchsten Ausländeranteil.
| Stadt Luxemburg: Einwohnerzahlen von 1821 bis 2025                                | Stadt Luxemburg: Einwohnerzahlen von 1821 bis 2025 | Stadt Luxemburg: Einwohnerzahlen von 1821 bis 2025 | Stadt Luxemburg: Einwohnerzahlen von 1821 bis 2025 | Stadt Luxemburg: Einwohnerzahlen von 1821 bis 2025 |
| --------------------------------------------------------------------------------- | -------------------------------------------------- | -------------------------------------------------- | -------------------------------------------------- | -------------------------------------------------- |
| Jahr                                                                              |                                                    |                                                    |                                                    | Einwohner                                          |
| 1821                                                                              | 1821                                               |                                                    | 15.091                                             | 15.091                                             |
| 1871                                                                              | 1871                                               |                                                    | 26.303                                             | 26.303                                             |
| 1910                                                                              | 1910                                               |                                                    | 45.169                                             | 45.169                                             |
| 1922                                                                              | 1922                                               |                                                    | 46.530                                             | 46.530                                             |
| 1935                                                                              | 1935                                               |                                                    | 57.822                                             | 57.822                                             |
| 1947                                                                              | 1947                                               |                                                    | 61.996                                             | 61.996                                             |
| 1960                                                                              | 1960                                               |                                                    | 71.653                                             | 71.653                                             |
| 1970                                                                              | 1970                                               |                                                    | 76.159                                             | 76.159                                             |
| 1981                                                                              | 1981                                               |                                                    | 78.912                                             | 78.912                                             |
| 1991                                                                              | 1991                                               |                                                    | 75.833                                             | 75.833                                             |
| 2001                                                                              | 2001                                               |                                                    | 76.688                                             | 76.688                                             |
| 2011                                                                              | 2011                                               |                                                    | 94.034                                             | 94.034                                             |
| 2021                                                                              | 2021                                               |                                                    | 128.514                                            | 128.514                                            |
| 2025                                                                              | 2025                                               |                                                    | 136.208                                            | 136.208                                            |
| Quelle(n): Institut national de la statistique et des études économiques (STATEC) |                                                    |                                                    |                                                    |                                                    |

### Sprachen

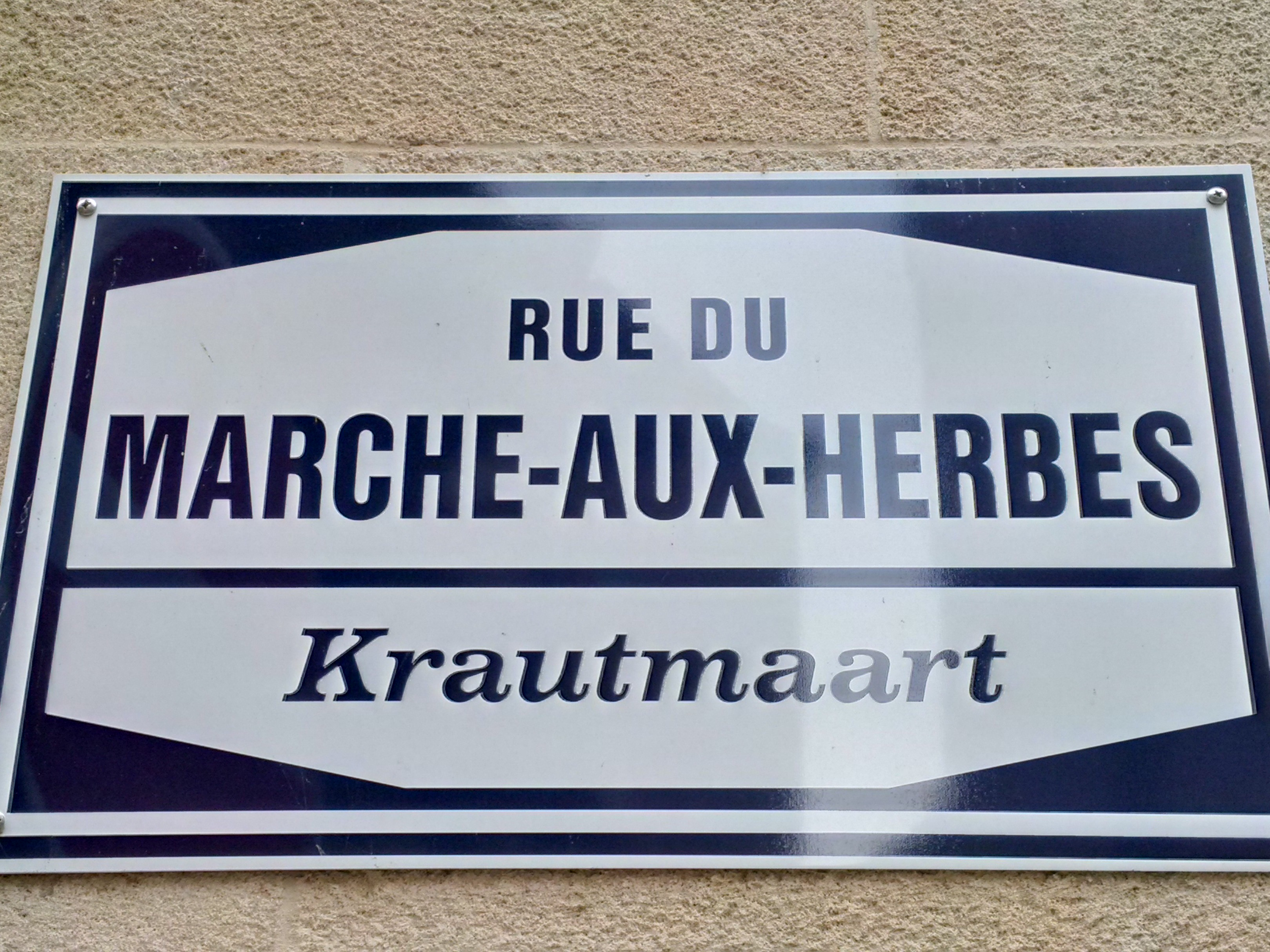
Zweisprachiges Straßenschild am Krautmarkt

Luxemburger sprechen in der Regel als Muttersprache Luxemburgisch sowie fließend Deutsch und Französisch, die Amts- und Bildungssprachen sind. Die meisten können darüber hinaus noch Englisch sprechen. Französisch ist gerade im Stadtgebiet aufgrund der Anwesenheit vieler frankophoner oder romanophoner Einwanderer und Grenzgänger im Alltag sehr präsent. Portugiesisch ist durch die starke portugiesische Immigration weit verbreitet. In den Finanz- und Europavierteln der Stadt ist viel Englisch hörbar.
Luxemburgisch sprechen die Luxemburger im Alltag. Die Sprache spielt mit Blick auf die nationale Identität der Luxemburger eine bedeutende Rolle. Wer beispielsweise beabsichtigt, die Staatsbürgerschaft des Großherzogtums zu erwerben, muss durch Kenntnisse dieser Sprache eine gewisse nationale Identität nachweisen. Luxemburgisch ist in Luxemburg die am meisten gesprochene Umgangssprache, mit Ausnahme allerdings der Stadt Luxemburg. Wer beispielsweise ein Café oder Restaurant der Stadt aufsucht, wird zunächst meist mit Französisch konfrontiert, einerseits weil diese oft von Immigranten geführt werden, aber auch weil die luxemburgische Gastronomie für die Bedienung stark auf frankophone Grenzgänger zurückgreift. Die Lebensart in gastronomischen Belangen ist somit eher französisch geprägt. Deutsch ist demgegenüber vor allem Mediensprache in Presse und Büchern.
Straßennamen und andere Hinweisschilder sind mehrheitlich auf Französisch gehalten, wobei bei den Straßennamen oft auch die luxemburgische Entsprechung mit angegeben wird (z. B. Rue du marché-aux-herbes // Krautmaart), und Hinweise oft auch zweisprachig sind (französisch-deutsch). Für deutschsprachige Besucher der Stadt Luxemburg sind Grundkenntnisse in Französisch oder Englisch von Vorteil, wenngleich auf Nachfrage in der Regel eine Person mit Deutschkenntnissen aufzufinden ist.

## Geschichte

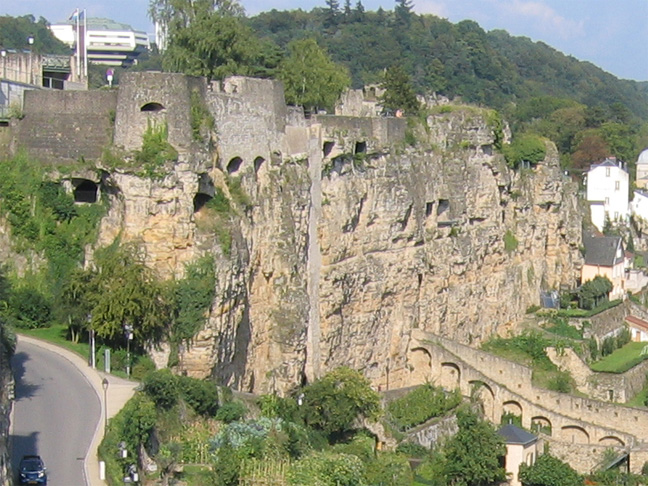
Der Bockfelsen in Luxemburg-Stadt, den Graf Siegfried 963 erwarb

### Kelten- und Römerzeit
Die ersten Siedlungsspuren auf dem Gebiet der Stadt Luxemburg gehen auf die Kelten zurück und stammen aus dem 2. Jahrhundert v. Chr. Ungefähr einhundert Jahre später drangen Römer in das Land Luxemburg ein, als Caesar um 58 bis 51 v. Chr. Gallien und einen Teil von Germanien bis zur Rheingrenze eroberte. Damit wurde das Gebiet des heutigen Luxemburg samt Stadt Luxemburg Teil des Imperium Romanum.

### Mittelalter

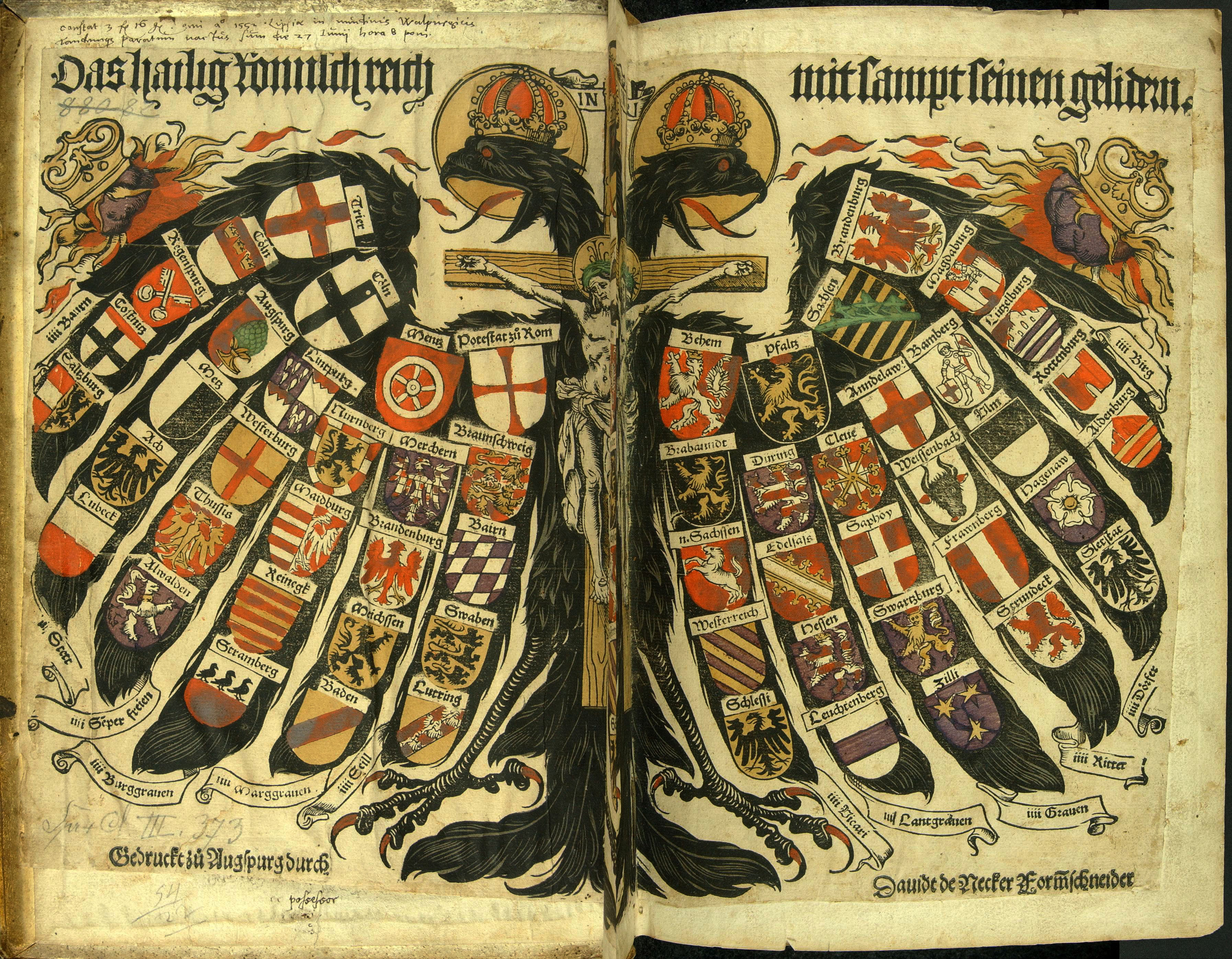
Lützelburg (drittletztes Wappen) im Quaternionenadler von Jost de Negker, 1510

Im 5. Jahrhundert n. Chr. – zur Zeit der Völkerwanderung – drängten die germanischen Franken die Römer zurück. Wandermönche missionierten die Menschen zum Christentum und bauten Klöster. Das Kloster Echternach wurde vom angelsächsischen Missionar Willibrord im Jahre 698 gegründet.
Das Gebiet der Stadt Luxemburg wurde in der Römerzeit von zwei Konsularstraßen durchquert. An deren Kreuzung stand ein befestigter Turm. Durch einen Tauschakt mit der Abtei Sankt Maximin in Trier kam das kleine Kastell 963 in den Besitz Graf Siegfrieds, einem nahen Verwandten der Könige Frankreichs und der deutschen Kaiser. Die Gründungs-Sage der Stadt spricht von der Nixe Melusina, die Siegfried veranlasste, hier zu bauen, und die später dessen Frau wurde. Auf dem „Bockfelsen“ ließ Siegfried seine Burg bauen, die den Namen Lucilinburhuc ‚kleine Burg oder Stadt‘ (ahd. luzzil ‚klein‘, burg ‚Burg, Stadt‘) trug und zum ersten Mal in dem besagten Tauschakt erwähnt wird. Aus diesem Namen entwickelte sich später über Lützelburg (auf Luxemburgisch: Lëtzebuerg) schließlich der neudeutsche Name „Luxemburg“.
In der Vorburg weihte der Trierer Erzbischof Egbert 987 fünf Altäre in der Erlöserkirche (später Michaelskirche). Vor der Kirche, an einer römischen Straßenkreuzung, entstand ein Markt, um den herum sich die Stadt entwickelte.
Ende des 11. Jahrhunderts besaß die Burg einen Wohnturm. Unterhalb der Burg gründeten die Grafen 1083 ihre Hausklöster – die Münsterabtei, die die Stadtschule beherbergte und in der sich die letzte Ruhestätte jener Grafen befindet, die sich im Siegel der Gründungsurkunde zum ersten Mal als Grafen von Luxemburg bezeichneten.
Während unterhalb der Burg am Flüsschen Alzette ein Handwerkerviertel entstand, in dem Anfang des 14. Jahrhunderts ein Hospiz gegründet wurde, dehnte sich im 12. Jahrhundert die Oberstadt, die seit dem 10. Jahrhundert durch einen Schutzwall befestigt war, nach Westen hin aus.
Um die neue Nikolauskirche entstand ein Stadtviertel mit eigenem Markt, dem Novum Forum. Um dieses Viertel in die Stadtbefestigungen einzubeziehen, wurde Ende des 12. Jahrhunderts mit dem Bau einer Ringmauer begonnen, die ein Stadtgebiet von 5 Hektar umschloss.
Aus der ursprünglichen Burgsiedlung hat sich in dieser Zeit eine Stadt entwickelt, die 1244 von Gräfin Ermesinde die Freiheitsrechte verliehen bekam. Es handelte sich wohl um eine Ausdehnung jener Rechte und Pflichten auf das gesamte Stadtgebiet, die ihr Vater, Graf Heinrich von Namur-Luxemburg, ursprünglich den Bewohnern des Neubauviertels an der Nikolauskirche möglicherweise mündlich zugesichert hatte.
Um 1340 wurde unter der Herrschaft von Johann dem Blinden mit dem Bau der großen mittelalterlichen Ringmauer begonnen, deren Verlauf die Oberstadt bis ins 19. Jahrhundert hinein vom Umland trennte.
1354 wurde Luxemburg Herzogtum. 1443 wurde die Stadt von Burgundertruppen unter Philipp dem Guten eingenommen. Luxemburg wurde Teil der burgundischen, später der spanischen und österreichischen Niederlande.

### Frühe Neuzeit

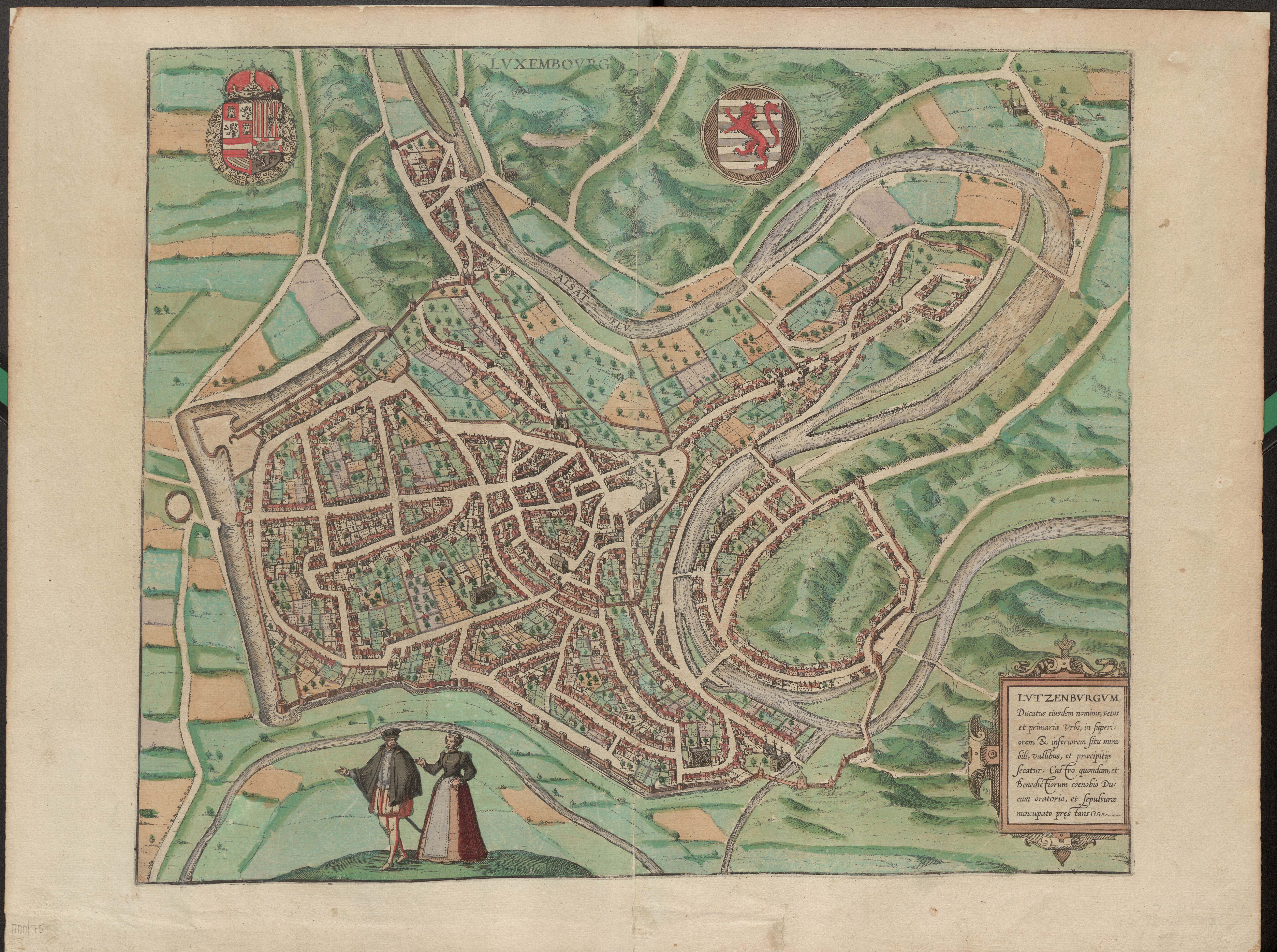
Luxemburg ca. 1600

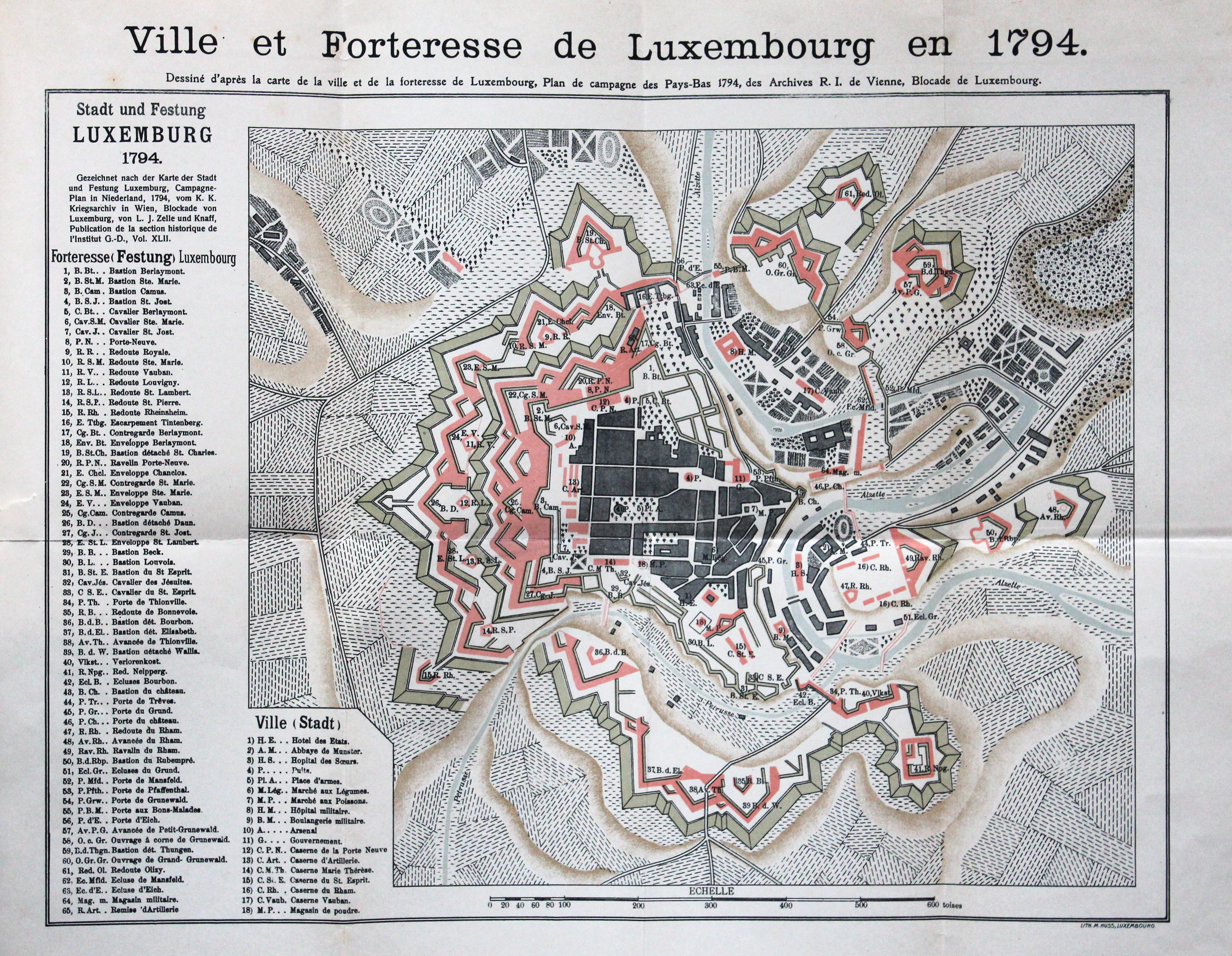
Luxemburg, 1794

Die Stadt wurde ab dem 16. Jahrhundert zu einer der stärksten Festungen Europas, dem „Gibraltar des Nordens“ ausgebaut. Nach der Belagerung von 1684 durch Vauban hat dieser nach der Eroberung die Festung noch verstärkt. In der Festung wechselten sich Burgunder, Spanier, Franzosen, dann wieder Spanier, Österreicher, dann wieder Franzosen und Preußen ab. Sie war ab 1714 Teil der Österreichischen Niederlande; in den folgenden 80 Jahren wurden die äußeren Befestigungsanlagen weiter stark ausgebaut, um einen möglichen französischen Angriff zu verhindern. Am 6. Juni 1795 kapitulierte die Stadt im ersten Koalitionskrieg wegen zu Ende gegangener Vorräte nach siebenmonatiger Belagerung vor den französischen Revolutionstruppen.
Ab dem 17. Jahrhundert entstanden die Kasematten und Minengänge. Das waren in den Felsen gehauene oder gemauerte Gänge von insgesamt 23 km Länge und eingewölbte, bombensichere Räume. Sie dienten als Artilleriestellungen, beherbergten vor Bombeneinschlag zu schützende Einrichtungen und erlaubten im Notfall die weiter entfernten Festungsteile unterirdisch zu erreichen. Nach der 16 Jahre dauernden Schleifung der luxemburgischen Festungsanlage, beginnend mit dem Jahr 1867, wurden die Kasematten auf eine Länge von 17 km reduziert. Sie konnten nicht gänzlich zerstört werden, da sonst die Siedlungsstruktur der Stadt in Mitleidenschaft gezogen worden wäre.

### Neuzeit

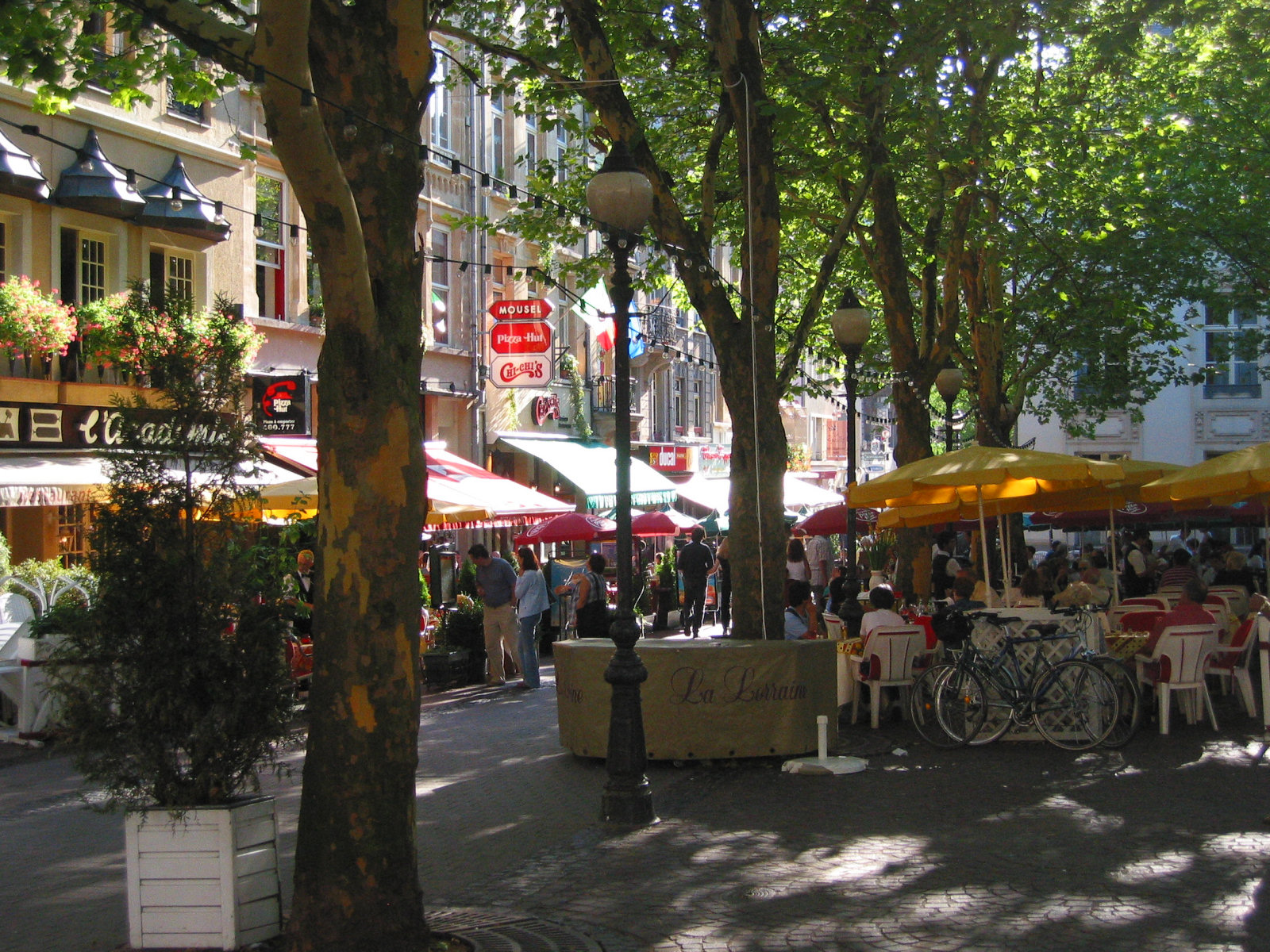
Place d’Armes in der Altstadt

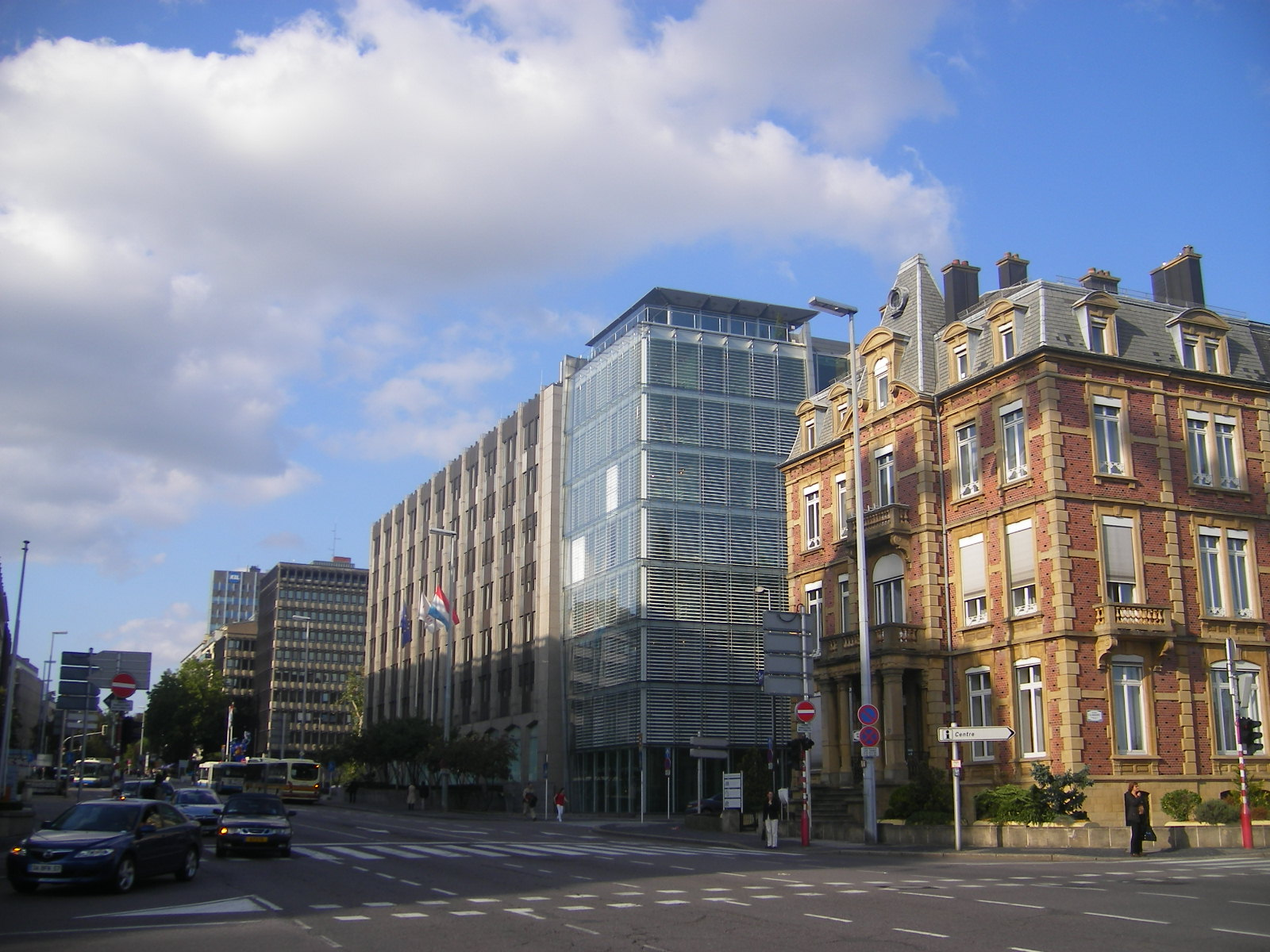
Luxemburg-Stadt

Bei der Neuordnung Europas durch den Wiener Kongress wurde unter anderem ein vergrößerter Niederländischer Staat erschaffen, der im Wesentlichen die heutigen Niederlande und das heutige Belgien umfasste. Einerseits sollte der niederländische König für die an Großbritannien abgetretenen Kolonien entschädigt werden, andererseits sollte dieser neue Staat als Pufferzone gegen ein mögliches wiedererstarktes Frankreich dienen. Luxemburg erhielt einen Sonderstatus als Großherzogtum. Es wurde durch den niederländischen König in Personalunion regiert, gehörte aber als militärisch wichtige Region offiziell dem Deutschen Bund an, so dass die Stadt zur Bundesfestung ausgebaut werden konnte und eine preußische Garnison erhielt.
Die Londoner Konferenz erklärte nach der Luxemburgkrise Luxemburg 1867 für neutral, die preußischen Truppen zogen ab und die Festung wurde geschleift.
Von 1914 bis 1918 genauso wie von 1940 bis 1944 wurde Luxemburg von deutschen Truppen besetzt. Nach der deutschen Besetzung am 10. Mai 1940 unterstand das Großherzogtum als CdZ-Gebiet Luxemburg seit dem 2. August 1940 einem von Deutschland eingesetzten Chef der Zivilverwaltung, Gauleiter und Staatsrat Gustav Simon, der Luxemburg nach und nach der deutschen Verwaltung unterstellte. Am 4. Oktober 1940 wurden die Umbenennungen sämtlicher französisch klingender Straßennamen der Stadt bekanntgegeben, die zum Bahnhof führende Avenue de la Liberté wurde zum Beispiel in Adolf-Hitler-Straße umbenannt. Zum 1. Dezember 1940 wurde die Stadt Luxemburg als deutscher Stadtkreis der im Altreich gültigen Deutschen Gemeindeordnung vom 30. Januar 1935 unterstellt, mit einem deutschen Oberbürgermeister an der Spitze. Zum 1. April 1943 wurden aus dem Landkreis Esch, dem früheren Distrikt Luxemburg, die Gemeinden Hesperingen (teilweise), Niederanven (teilweise), Strassen und Walferdingen in den Stadtkreis Luxemburg eingegliedert. Mit der Befreiung durch US-amerikanische Truppen im September 1944 endete die deutsche Okkupation. Trotzdem litt die Stadt Luxemburg noch unter Kriegshandlungen: Im Dezember 1944 wurde sie aus Lampaden in der Nähe von Trier mit den sogenannten Vergeltungswaffen V3 beschossen. Am 9. Mai 1944 forderte ein alliierter Fliegerangriff 59 Menschenleben und 160 Verletzte. Aus sogenannten Fliegenden Festungen wurden 132,5 Tonnen Bomben über dem Stadtgebiet abgeworfen, wobei insbesondere der Bahnhof getroffen wurde.
Wegen seiner Lage, seiner Geschichte, aber auch seiner Größe ist Luxemburg, als eines der Gründungsmitglieder der Europäischen Union, Sitz zahlreicher wichtiger Organe und Behörden der Union, die sich im Stadtteil Kirchberg ansiedelten. Die Stadt gilt somit als eine der Hauptstädte der Europäischen Union. Ab den 1960er Jahren entwickelte sich die Stadt daneben zu einem der größten internationalen Finanzplätze.
Seit 1979 erscheint als Stadtzeitschrift Ons Stad. Nach dreißigjährigem Bestehen ist ihr gesamtes Archiv online verfügbar und stellt damit eine einzigartige Dokumentation der Stadtgeschichte dar.
Seit 2019 ist die Stadt Luxemburg (engl./franz. Luxembourg) Namensgeberin für das nahe Bivels neu entdeckte Mineral Luxembourgit. Es ist zugleich das erste Mineral mit der Typlokalität Luxemburg überhaupt.
Lebensqualität
Die Stadt bietet laut Untersuchungen eine hohe Lebensqualität. In der Städteplatzierung des Beratungsunternehmens Mercer, in der jährlich die Lebensqualität von Metropolen der Welt verglichen wird, belegte die Stadt Luxemburg im Jahr 2015 unter 230 Städten den 19. Platz. In der Studie des Globalization and World Cities Research Network gehört Luxemburg in die Kategorie Alpha der 50 bedeutendsten Städte der Welt.

## Politik

### Luxemburg als Stadtgemeinde

#### Stadtregierung

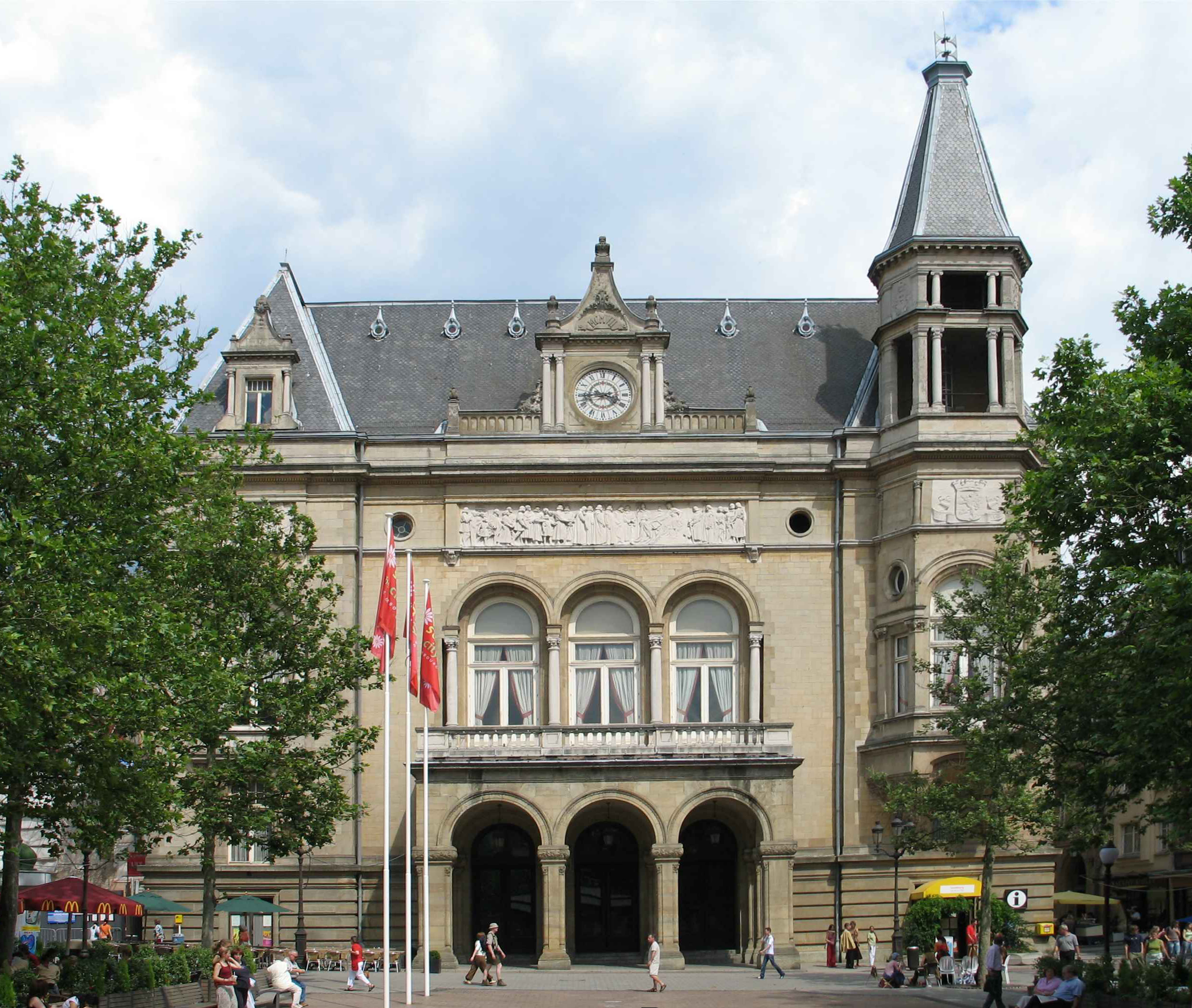
Der Cercle Municipal auf der Place d’Armes wird für Empfänge der Stadt Luxemburg genutzt

Bürgermeisterin ist seit Dezember 2013 Lydie Polfer (DP), da ihr Vorgänger Xavier Bettel (DP) das Amt des Premierministers des Großherzogtums Luxemburg übernahm.

### Stadtrat
| Stadtratswahl Luxemburg 2023 %403020100 31,420,618,510,75,75,04,82,41,0keine DPCSVGréngLSAPLénkADRPirateFokusMd'ViSonst.Gewinne und Verlusteim Vergleich zu 2017 %p 4 2 0 −2 −4 −6+1,4−4,4−0,8−0,4−1,1+0,6+2,2+2,4+1,0−0,9DPCSVGréngLSAPLénkADRPirateFokusMd'VSonst.Anmerkungen:i Mir d'Vollek | Sitzverteilung im Stadtrat Luxemburg seit 2023Insgesamt 27 Sitze - Lénk: 1 - LSAP: 3 - Gréng: 5 - Pirate: 1 - DP: 10 - CSV: 6 - ADR: 1 |

Die Koalition besteht aus CSV und DP. Sie kommen auf 16 der 27 Mitglieder.
Der Stadt- bzw. Gemeinderat Luxemburgs hat 27 Mitglieder. Es gibt sechs Schöffen.

#### Haushalt
Im Jahr 2017 verzeichnete die Stadt Luxemburg ordentliche Einnahmen (Erträge) in Höhe von 684,3 Millionen Euro und ordentliche Ausgaben (Aufwendungen) in Höhe von 536,4 Millionen Euro. Die außerordentlichen Einnahmen belaufen sich auf 92,9 Millionen Euro und die außerordentlichen Ausgaben auf 324,2 Millionen Euro.

#### Städtepartnerschaften
- Camden, Vereinigtes Königreich
- Metz, Frankreich

Zudem ist Luxemburg Mitglied des Bundes der europäischen Napoleonstädte und gehört zum trinationalen Städtenetz QuattroPole.

### Luxemburg als Landeshauptstadt

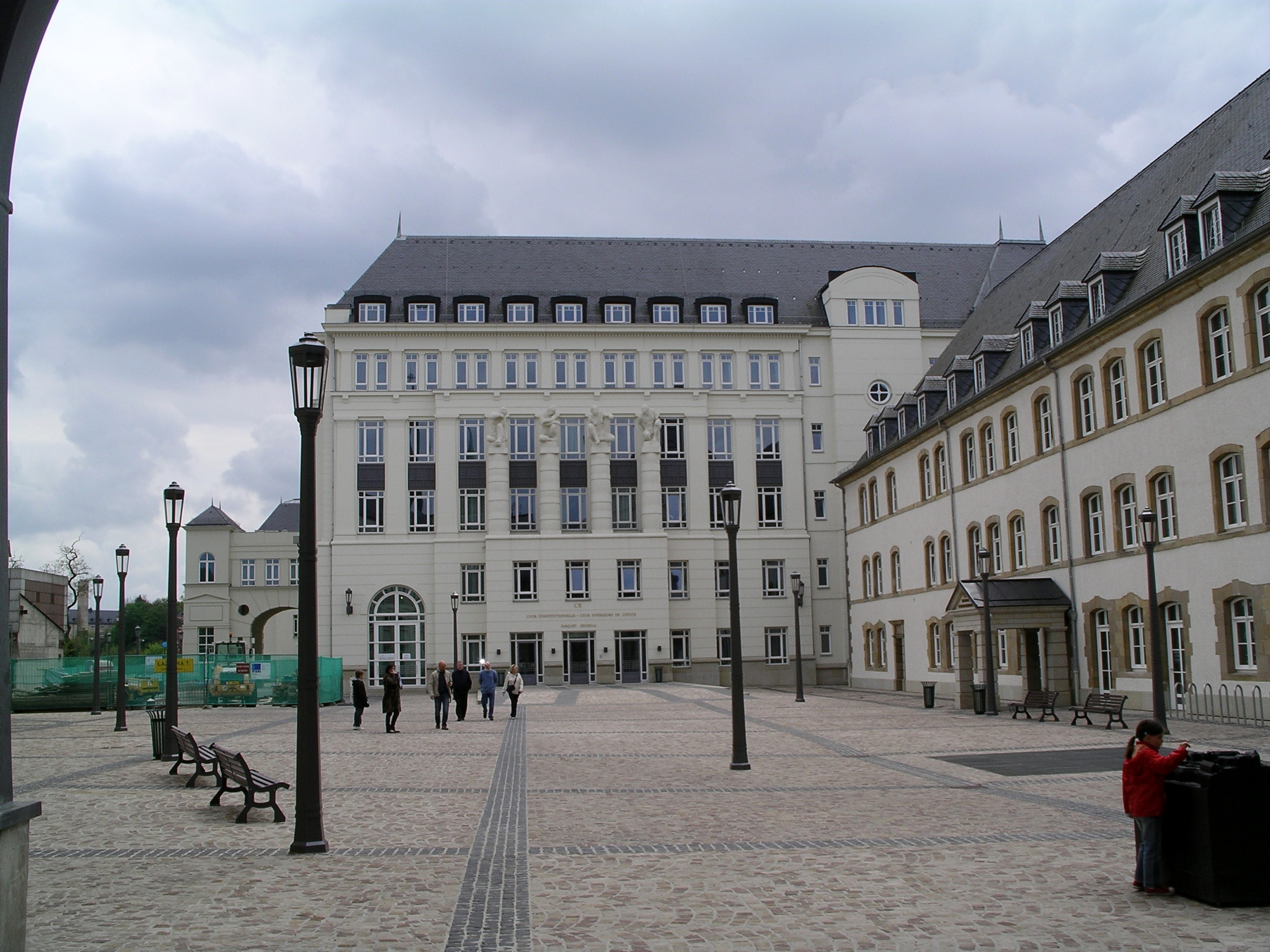
Cité Judiciaire (Gerichtsviertel) auf dem Heilig-Geist-Plateau

Luxemburg ist als Hauptstadt des Großherzogtums Sitz aller konstitutionellen Organe und zahlreicher staatlicher Administrationen des Landes. Die Chambre des Députés (Parlament), der Staatsrat, der Großherzog und die Regierung mit allen Ministerien befinden sich in Luxemburg.
Darüber hinaus haben die Justizorgane des Landes ihren Sitz in der sogenannten Cité Judiciaire auf dem Heilig-Geist-Plateau in der Hauptstadt. Dort befinden sich die Institutionen Zentrales Sozialdéngscht, Friddensgeriicht, Palais vum Ieweschte Geriichtshaff, Jugendgeriicht, Arrondissementsgeriicht sowie Parquet vum Arrondissementsgeriicht.

### Luxemburg als EU-Verwaltungssitz
Luxemburg-Stadt ist Verwaltungssitz der Europäischen Union, neben Brüssel und Straßburg. Dazu
- Sitz des Europäischen Gerichtshofs,
- Sitz des Europäischen Rechnungshofs,
- Sitz des Sekretariats des Europäischen Parlaments,
- Sitz der Europäischen Investitionsbank,
- Sitz der Dienststellen der Europäischen Kommission,
- Sitz der Europäischen Finanzstabilisierungsfazilität,
- Sitz der Europäischen Staatsanwaltschaft und
- Tagungsort des Rates der Europäischen Union.

Die Institutionen der Europäischen Union befinden sich überwiegend auf dem Plateau Kirchberg im Nordosten der Stadt.

## Kultur

Das Alzette-Tal mit der Unterstadt von Luxemburg

### Veranstaltungen

#### Regelmäßige Veranstaltungen

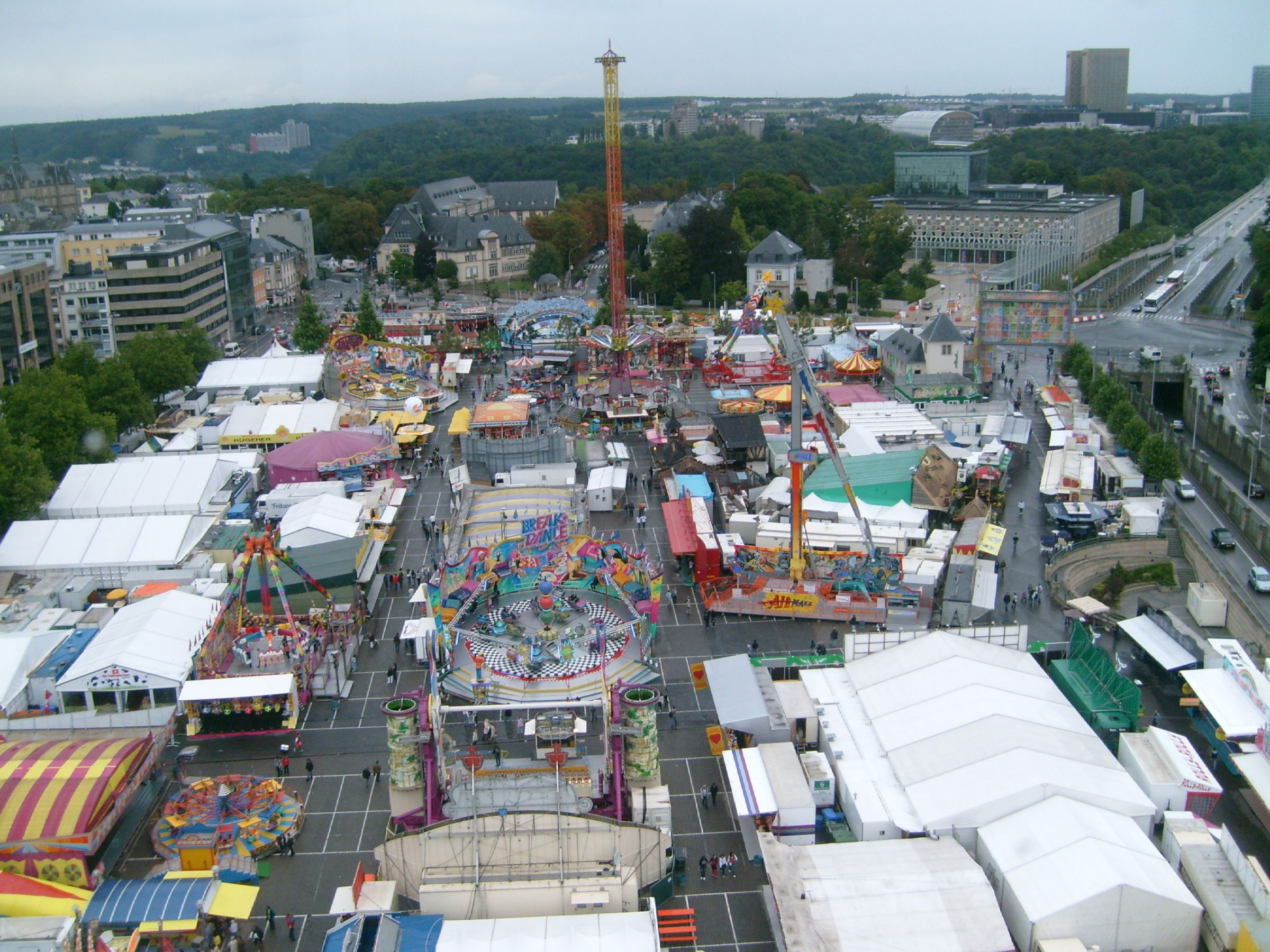
Schueberfouer, Champ du Glacis

Die Schobermesse (lux. D’Schueberfouer, genannt d’Fouer) ist ein großes Volksfest, das alljährlich im Spätsommer auf dem Champ du Glacis gefeiert wird. Sie geht zurück auf den 20. Oktober 1340 und findet im Jahr 2018 bereits zum 678. Mal statt – damit ist die Schobermesse eine der ältesten Jahrmarktveranstaltungen in Europa. Mit durchschnittlich zwei Millionen Besuchern gilt sie zugleich außerdem als eine der größten ihrer Art. Der sogenannte Schobermessmontag ist in Luxemburg-Stadt zum Teil ein arbeitsfreier Tag.
Den Nationalfeiertag des Landes feiern die Luxemburger am 23. Juni in der Hauptstadt. Es gibt patriotische Straßenumzüge, Salutschüsse, Gottesdienste, Konzerte und Empfänge. Auf der Avenue de la Liberté findet an diesem Tag eine Militärparade statt.
Live at Vauban ist ein Rockfestival, das im Herbst in der Konzerthalle Atelier, im Musikkonservatorium und im Grand Théâtre de la Ville de Luxembourg am rond-point Schuman stattfindet.
Die Nuit des Musées ist eine seit 2001 jährlich stattfindende Museumsnacht und das Hauptereignis in der Reihe der von den d’stater muséeën organisierten Veranstaltungen. Die Museumsnächte ziehen regelmäßig mehr als 10.000 Besucher an. In den verschiedenen Häusern wird dann ein vielfältiges Programm geboten.
Der Luxemburger Weihnachtsmarkt findet alljährlich von Ende November bis Weihnachten im historischen Stadtkern statt. Es werden Christbäume, Weihnachtsschmuck, Luxemburger Spezialitäten und Glühwein verkauft.
Das Printemps Musical-festival de Luxembourg findet im Frühjahr statt und präsentiert Konzerte aller musikalischen Gattungen von Klassik über Jazz bis hin zum Chanson. Mit dem Festival sollen die Gemeinsamkeiten der klassischen und der modernen Musik – vor allem auch mit dem Jazz – herausgestellt und die überholte Trennung zwischen der sogenannten E- und U-Musik aufgehoben werden.
Die Octave im Mai ist eine Wallfahrt zu Unserer Lieben Frau von Luxemburg: Seit 1628 pilgern die Katholiken aus dem Großherzogtum sowie aus den benachbarten Gebieten Belgiens, Deutschlands und Frankreichs nach Luxemburg. Auf dem Platz gegenüber der Kathedrale in der Hauptstadt findet der Octavenmarkt mit seinen verschiedenen Esswarenständen und Souvenirläden statt. Das Ereignis endet traditionell mit einer feierlichen Prozession, die die religiöse Tradition des Landes widerspiegelt. Die großherzogliche Familie und geistliche Würdenträger aus dem Ausland nehmen üblicherweise daran teil.
Darüber hinaus ist Luxemburg-Stadt im Juli Veranstaltungsort des Jazz-Festivals Blues’n Jazzrallye. Rund 20.000 Musikfans kommen dann in die Stadt. Ferner findet im Zweijahresrhythmus im Mai die Luxembourg International Military Tattoo statt.

#### Kulturhauptstadt Europas 2007
Die Stadt Luxemburg wurde gemeinsam mit der Großregion und der rumänischen Stadt Sibiu (Hermannstadt) für das Jahr 2007 zur Kulturhauptstadt Europas gewählt („Luxemburg und Großregion – Kulturhauptstadt Europas 2007“). Über 600 Projekte und Einzelveranstaltungen wurden für dieses europäischen Kulturjahr in der gesamten Großregion (Luxemburg, Lothringen, Saarland, westliches Rheinland-Pfalz nur die Region Trier, Wallonie) kreiert und im Verlauf des Kulturjahres angeboten. Kristallisationspunkt des Kulturjahres waren zwei Rotunden, die früher als Lokschuppen dienten und für das Festjahr zu einem neuen Kultur- und Veranstaltungszentrum, insbesondere für Jugendliche, umgebaut wurden. Das offizielle Logo des Kulturjahres war ein „Blauer Hirsch“, der in zahlreichen Variationen das Stadtbild sowie die gesamte Großregion durchzog.

#### Nachtleben

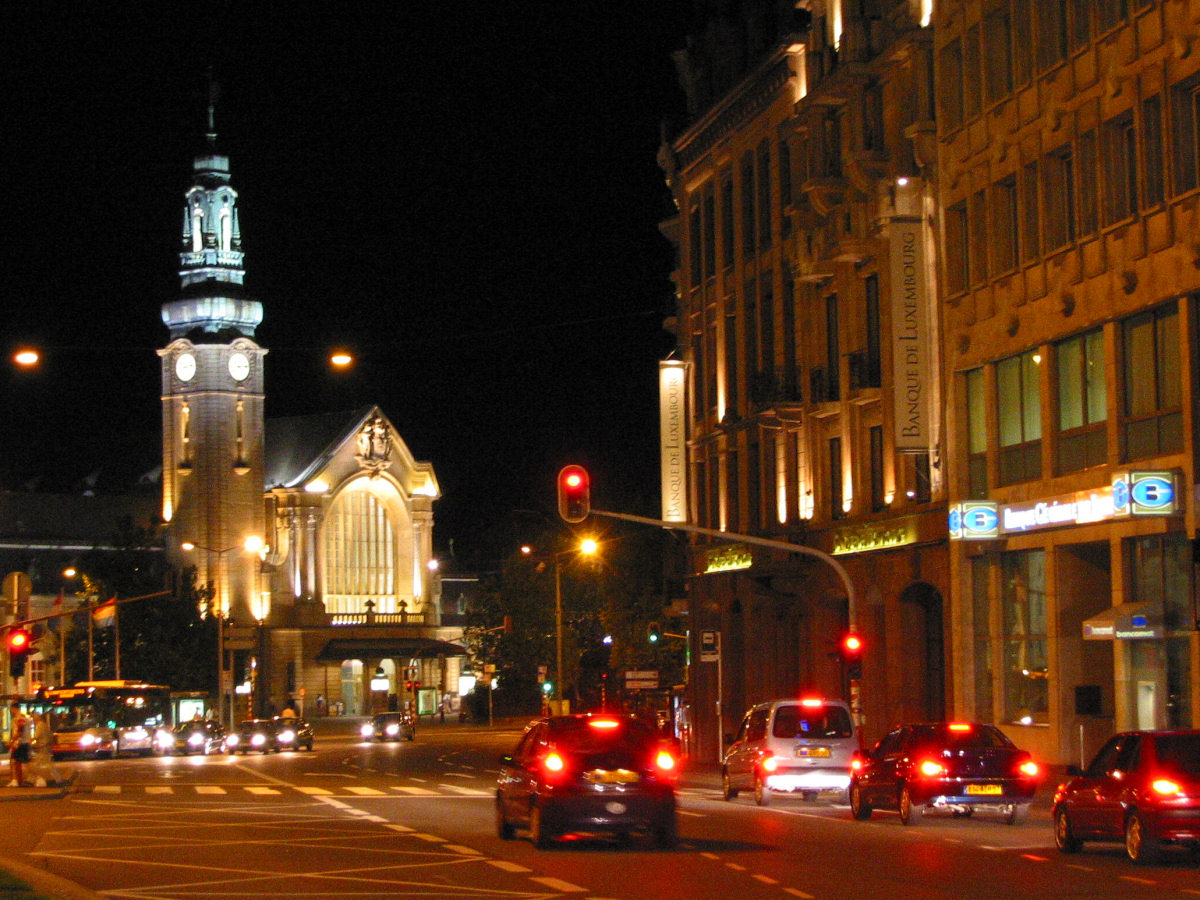
Bahnhofsquartier

Hauptquartiere des Luxemburger Nachtlebens sind die Stadtteile Grund und Clausen. Die Rives de Clausen rund um das ehemalige Industriegelände der Brauerei Mousel et Clausen an der Rue Emile Mousel ist das Ausgehviertel par excellence. Das Restaurant Le Sud, das Verso, das Ikki, die Bar Rock Box, das Agua de Coco, das King Wilma und die Space Bar bilden dort einen Cluster angesagter Bars und Restaurants. Die Rives werden nachts von mehreren Tausend Menschen besucht und gelten inzwischen als eines der Zentren des Luxemburger Nachtlebens. Seit Eröffnung des Areals im Oktober 2008 sind dort bereits mehr als 120 Jobs entstanden.
Darüber hinaus haben sich in der Rue de Hollerich bzw. in der Rue de Bouillon im populären Stadtviertel Hollerich diverse Lokalitäten angesiedelt, unter anderem Marx Bar (42–44 Rue de Hollerich) und Atelier (54 Rue de Hollerich). Beliebt ist auch die Resto-Lounge-Bar Cat Club (18 Rue de l’Aciérie). In der Stadt gibt es außerdem zwei Dutzend Diskotheken und Clubs, darunter vier Großraumdiskotheken, die jeweils mehr als 1000 Gäste aufnehmen können. Die Klassiker des Luxemburger Nachtlebens sind die historische Altstadt rund um den Place d’Armes und die Gegend um den Bahnhof. Die Szenerie ist geprägt von irischen und englischen Bars. Im Bahnhofsquartier befinden sich vor allem multikulturelle Restaurants und diverse Kabarette.
Es gibt zwei Arten von Nachtbussen: Jede Nacht pendelt der Night Rider, ein Sammelbus – bestehend aus 70 Sprintern – ohne bestimmten Fahrplan und Haltestellen, zwischen zwei Haustüren, z. B. den beliebtesten Orten des Luxemburger Nachtlebens. Jede Fahrt kostet mindestens 12 Euro.
Freitags und samstags gibt es darüber hinaus ab 22 Uhr den Nachtbus City Night Bus, der im 15- bzw. im 30-Minuten-Takt auf drei Linien alle großen Stadtteile, die Parkplätze Glacis und Bouillon sowie den Centre Hamilius miteinander verbindet. Der Nachtbus ist ein kostenloser Dienst der Stadt Luxemburg.
Im Stadtgebiet Luxemburg gilt ab 3 Uhr morgens eine Sperrstunde. Da dieses regelmäßig zu Ruhestörungen führt, langen Warteschlangen in Parkhäusern und punktuellen Überlastungen der Buspendeldienste kommt, steht die Sperrstunde zur Diskussion. In einigen Stadtteilen wurde bereits eine Verlängerung genehmigt. Dort gilt die Sperrstunde seither erst ab 6 Uhr morgens.

### Darstellende Kunst

#### Musik

Philharmonie Luxembourg

Das größte Konzerthaus der Stadt ist die Philharmonie Luxembourg auf dem Plateau Kirchberg an der Place de l’Europe. Die Philharmonie ist auch Residenzort des Orchestre Philharmonique du Luxembourg. Das weiße Hauptgebäude hat im Grundriss die Form eines Auges, die Stahl-Glas-Fassade wird von 823 weißen Säulen von 20 Metern Höhe und 30 Zentimetern Durchmesser optisch dominiert. Der große Konzertsaal Salle de Concerts Grande-Duchesse Joséphine-Charlotte (Grand Auditorium) hat bis zu 1500 Sitzplätze.
Seit Eröffnung im Jahr 2005 bietet die Philharmonie ein anerkanntes Programm von hoher künstlerischer Qualität. Künstler wie Lang Lang, Hélène Grimaud, die Klassikinterpreten Diana Damrau und Andreas Scholl kommen nach Luxemburg, außerdem die Dirigenten Muti, Mehta, Thielemann und Gergiev. Dazu sind Orchester wie die Wiener und die New Yorker Philharmoniker, das Amsterdamer Concertgebouw oder die Londoner Sinfoniker und Jazzinterpreten wie Chick Corea und Brad Mehldau Gäste in Luxemburg. Die Besucherzahlen der Philharmonie liegen konstant oberhalb der Marke von 150.000 pro Jahr.
Im Untergeschoss der Philharmonie befindet sich der sogenannte Espace Découverte. Er ist vorgesehen für elektroakustische Musik, Experimentalkunst im Bereich Elektronik, Film oder Video oder für interaktive Musik-Workshops.
Im Atelier werden regelmäßig Konzerte international bekannter Künstler veranstaltet.

#### Theater, Oper und Ballett
Das größte und modernste Theater der Stadt ist das Grand théâtre de la ville de Luxembourg am rond-point Schuman in Richtung Kirchberg. Es wurde in den Jahren 1960 bis 1964 nach Plänen des französischen Architekten Alain Bourbonnais erbaut. Nach umfangreichen Renovierungs- und Vergrößerungsarbeiten (1999–2003) konnte das Haus am 26. September 2003 neu eröffnet werden. Das heutige Angebot des Grand Théâtre geht von Opern und Theaterstücken bis hin zur Poesie und Tanzvorführungen.
Darüber hinaus bietet die Stadt weitere Theaterhäuser, unter anderem das Théâtre National du Luxembourg, das Théâtre ouvert Luxembourg, das Traffik Theater oder das Théâtre des capucins.

### Museen und Ausstellungen

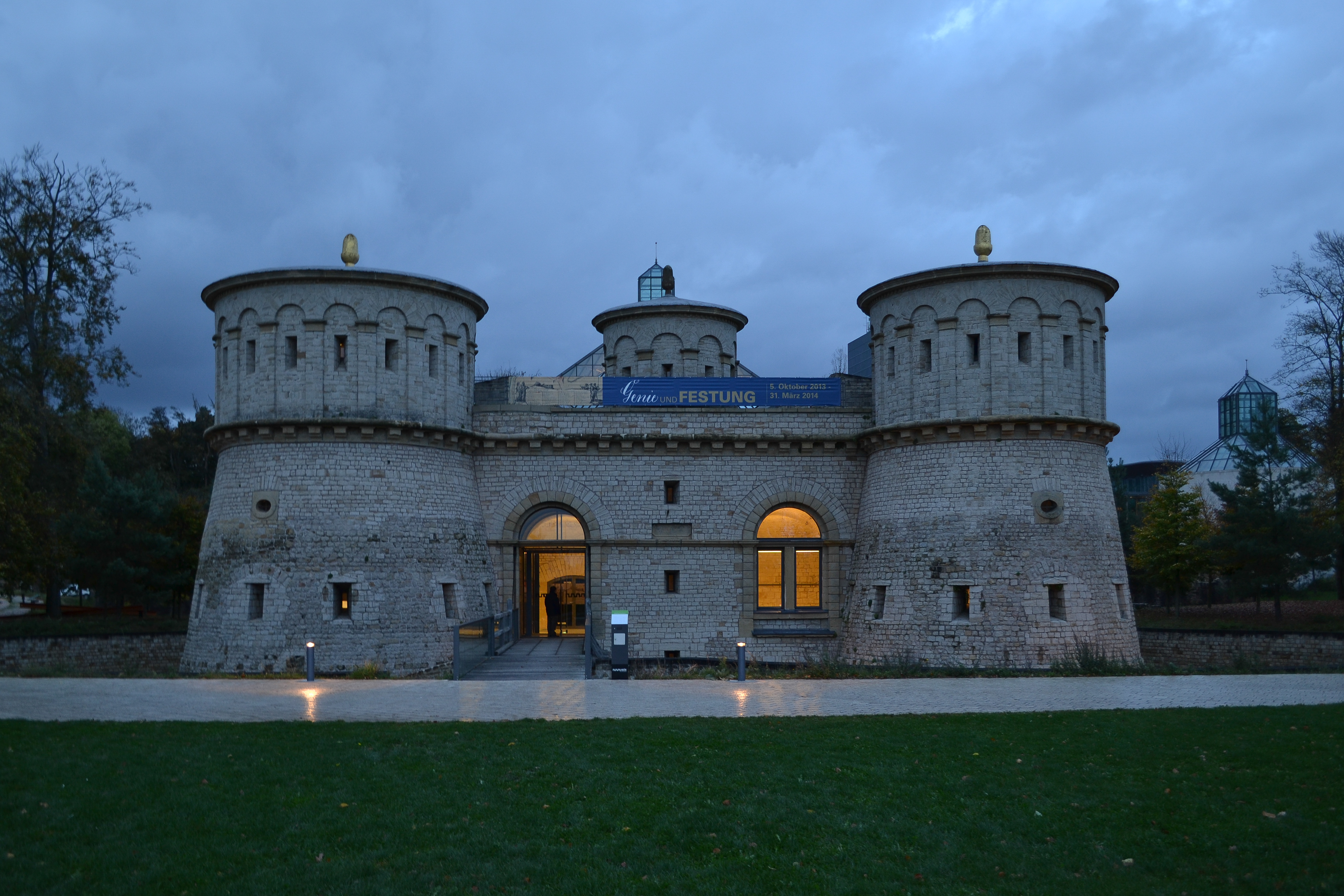
Musée Dräi Eechelen im Fort Thüngen

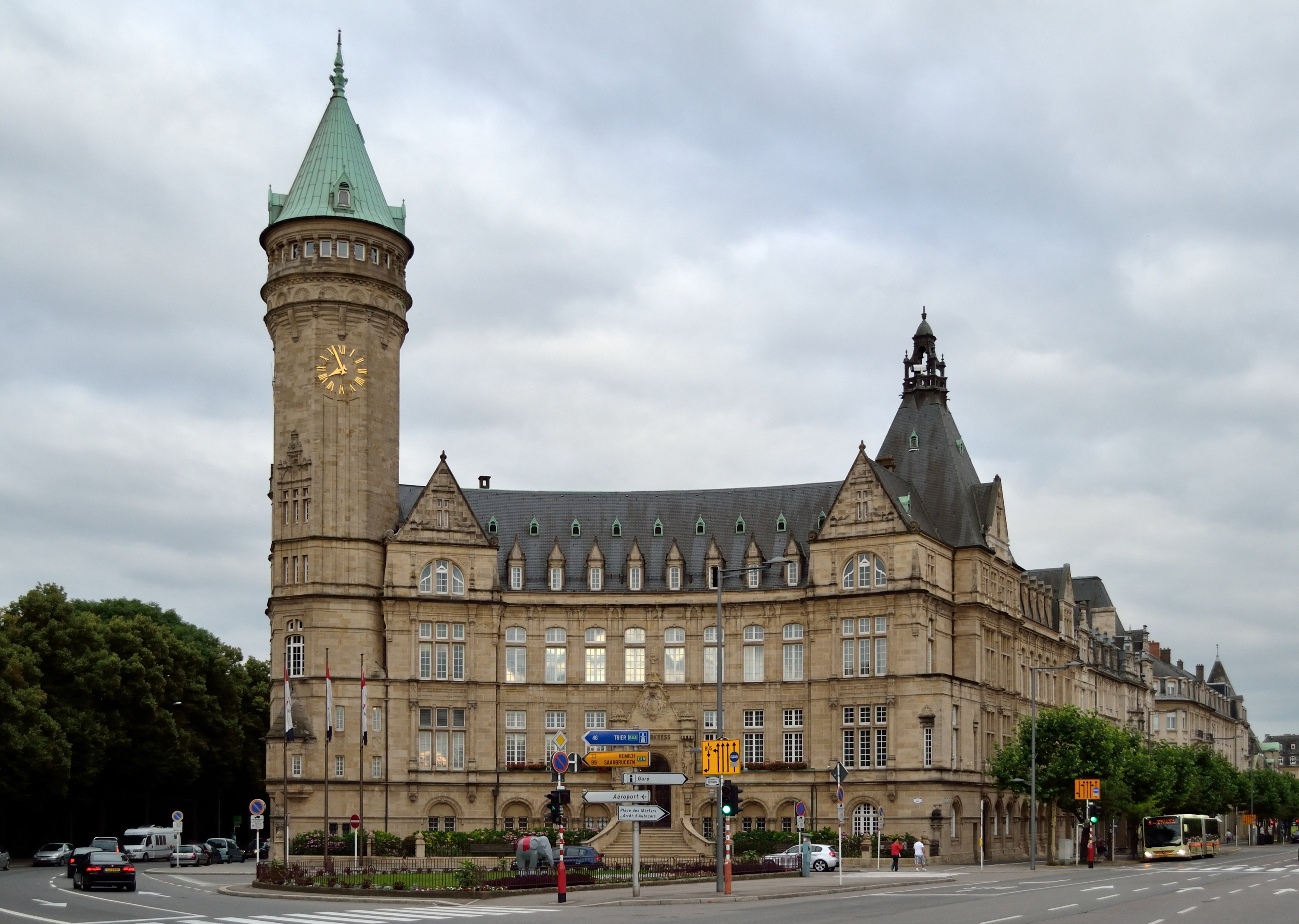
Musée de la Banque

Die Stadt Luxemburg verfügt trotz ihrer bescheidenen Ausdehnung über ein museales Angebot von internationalem Niveau. Das wichtigste Museum ist das Musée d’Art Moderne Grand-Duc Jean auf dem Kirchberg-Plateau. Dabei handelt es sich um ein Museum für moderne Kunst, das am 1. Juli 2006 eröffnet wurde. In den ersten zwölf Monaten nach der Eröffnung wurden mehr als 115.000 Besucher gezählt. Das Festungsmuseum der Stadt Luxemburg ist in einem renovierten und teils neu aufgebauten Abschnitt des Fort Thüngen (luxemburgisch Dräi Eechelen) untergebracht.
Das Casino Luxembourg – Forum d’art contemporain organisiert Ausstellungen zeitgenössischer Kunst. Ein internationales Programm, überwiegend auf jungen Künstlern beruhend, ermöglicht einen umfangreichen Einblick in zeitgenössisches, künstlerisches Schaffen. In seinen Künstlerresidenzen und Ausstellungen konzentriert sich das Casino auf neue Trends im Kunstbereich.
Die Villa Vauban – Musée d’Art de la Ville de Luxembourg – ist die Kunstgalerie der Stadt. Sie wurde am 1. Mai 2010 nach rund fünfjähriger Bauzeit eröffnet und enthält Werke von holländischen und flämischen Künstlern aus den 17. und 18. Jahrhundert sowie von französischen, belgischen, italienischen, deutschen und Schweizer Malern aus dem 19. Jahrhundert.
In der ehemaligen Schalterhalle des Zentralsitzes der Staatsbank Banque et Caisse d’Epargne de l’Etat an der Place de Metz befindet sich das Bankenmuseum. Die Ausstellungsstücke und die interaktiven Infosäulen des Museums geben einen Einblick in die Geschichte des Bankgeschäfts und in die Entwicklung des Bankierberufs.
Darüber hinaus gibt es zahlreiche weitere Museen, unter anderem das Nationalmuseum für Naturgeschichte, das Historische Museum der Stadt Luxemburg, das Nationalmuseum für Geschichte und Kunst, die Kunstgalerie „Am Tunnel“ oder Gedenkstätte der Zwangsrekrutierten und der Umsiedlung. Kleinere Museen sind das Post- und Fernmeldemuseum sowie das Straßenbahn- und Busmuseum.

### Bauwerke

#### Historische Gebäude

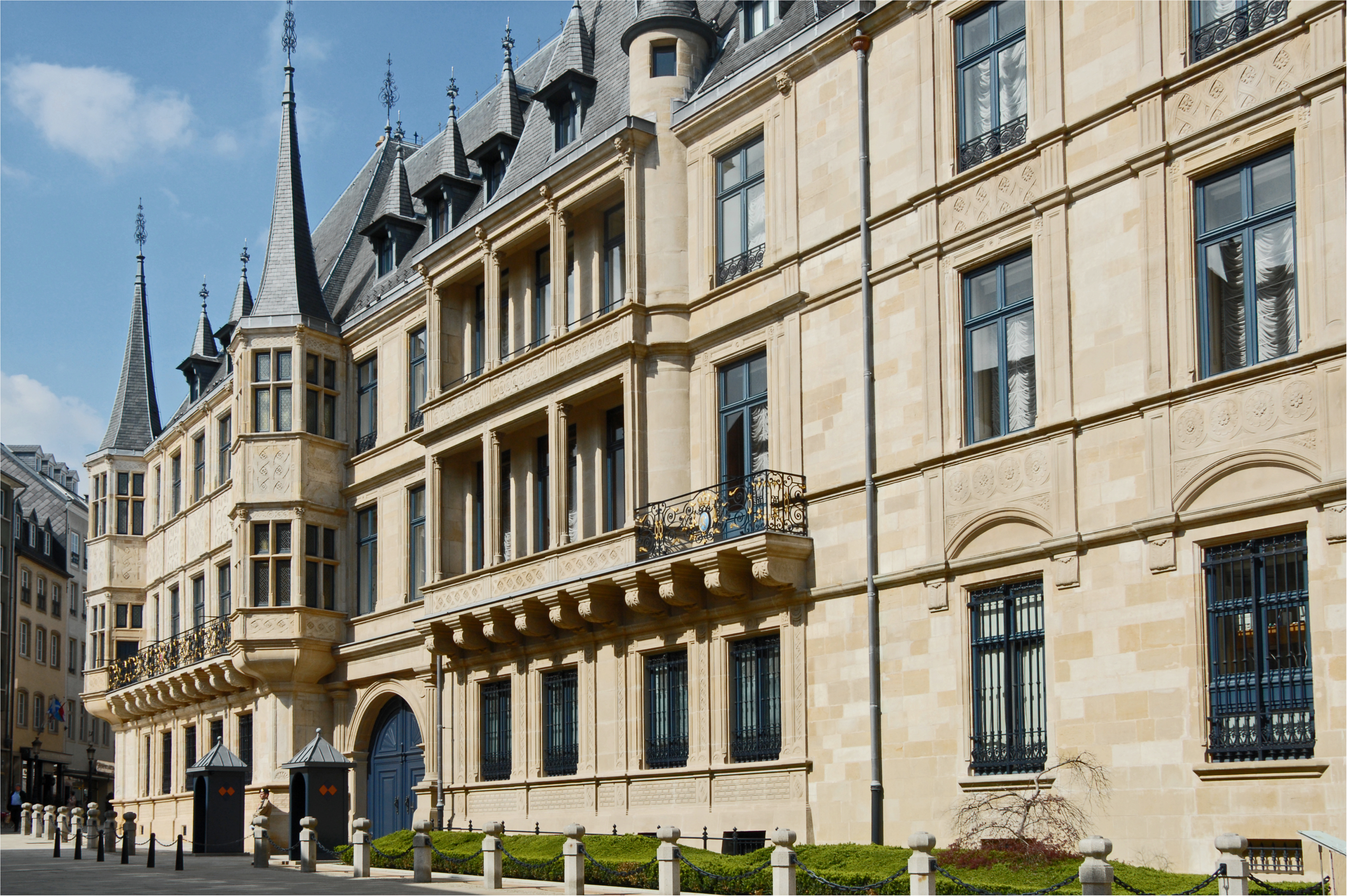
Palast des Großherzogs

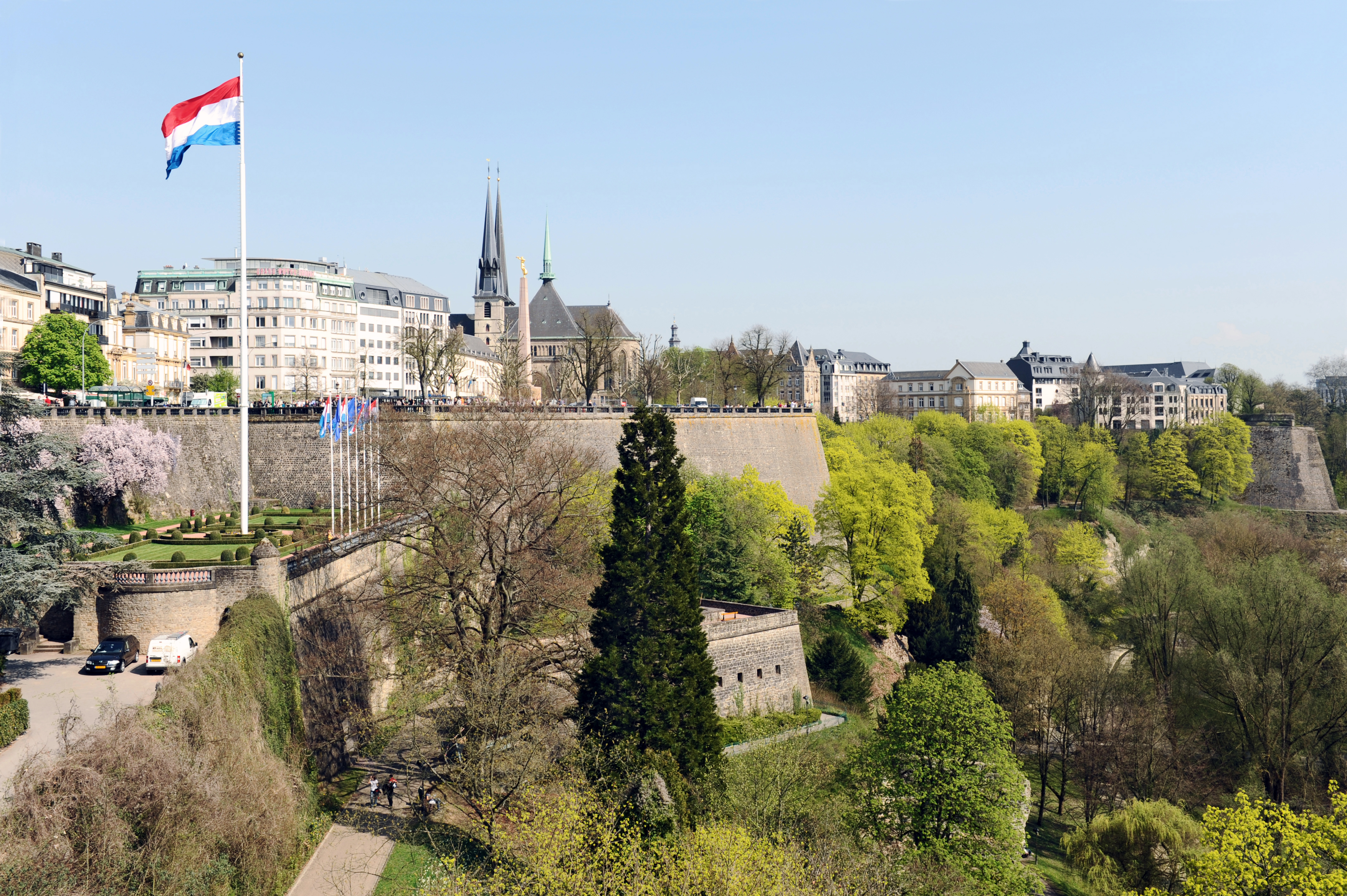
Festung mit Bastion Beck, Monument du souvenir (Gëlle Fra) und Pétrussetal

Bis heute können zahlreiche Überreste der Festung Luxemburg besichtigt werden, unter anderem Bock-Kasematten, Petrusse-Kasematten, Bockfelsen, Chemin de la Corniche, Rham-Plateau, Heiliggeist-Zitadelle, Spanische Türmchen, Drei Türme, Vauban-Türme, Fort Thüngen, Wenzelsmauer, Hohler Zahn, Reduit Lambert, Archäologische Krypta, Bastion Beck oder Plateau Bourbon. Im Jahr 1994 wurden diese Festungsreste und die Altstadt Luxemburgs in die Liste des UNESCO-Weltkulturerbes aufgenommen.
Der Großherzogliche Palast mit seiner Renaissancefassade ist das erste Stadthaus, seit 1856 Tagungsort des Luxemburger Parlaments Chambre des Députés (Abgeordnetenkammer) und seit 1890 Stadtresidenz der Großherzoglichen Familie. Der Gebäudekomplex, dessen älteste Teile aus dem 13. Jahrhundert stammen, war zuvor mehr als 500 Jahre lang Rathaus der Stadt und nach 1815 sogar Regierungssitz. Im Innern des Palais’ kommt das Monarchische eher vornehm-zurückhaltend als prunkvoll-protzig daher. Einige der Foyers, Säle und Salons mit ihren kunstvollen Stuckdecken, Möbeln, Gobelins und Gemälden können während der Sommermonate auch besichtigt werden. Sofern der grand-duc anwesend ist, ist die Nationalflagge gehisst und die bewaffnete Palastwache paradiert mit zwei statt wie sonst üblich mit einem Soldaten vor dem großen Haupttor.

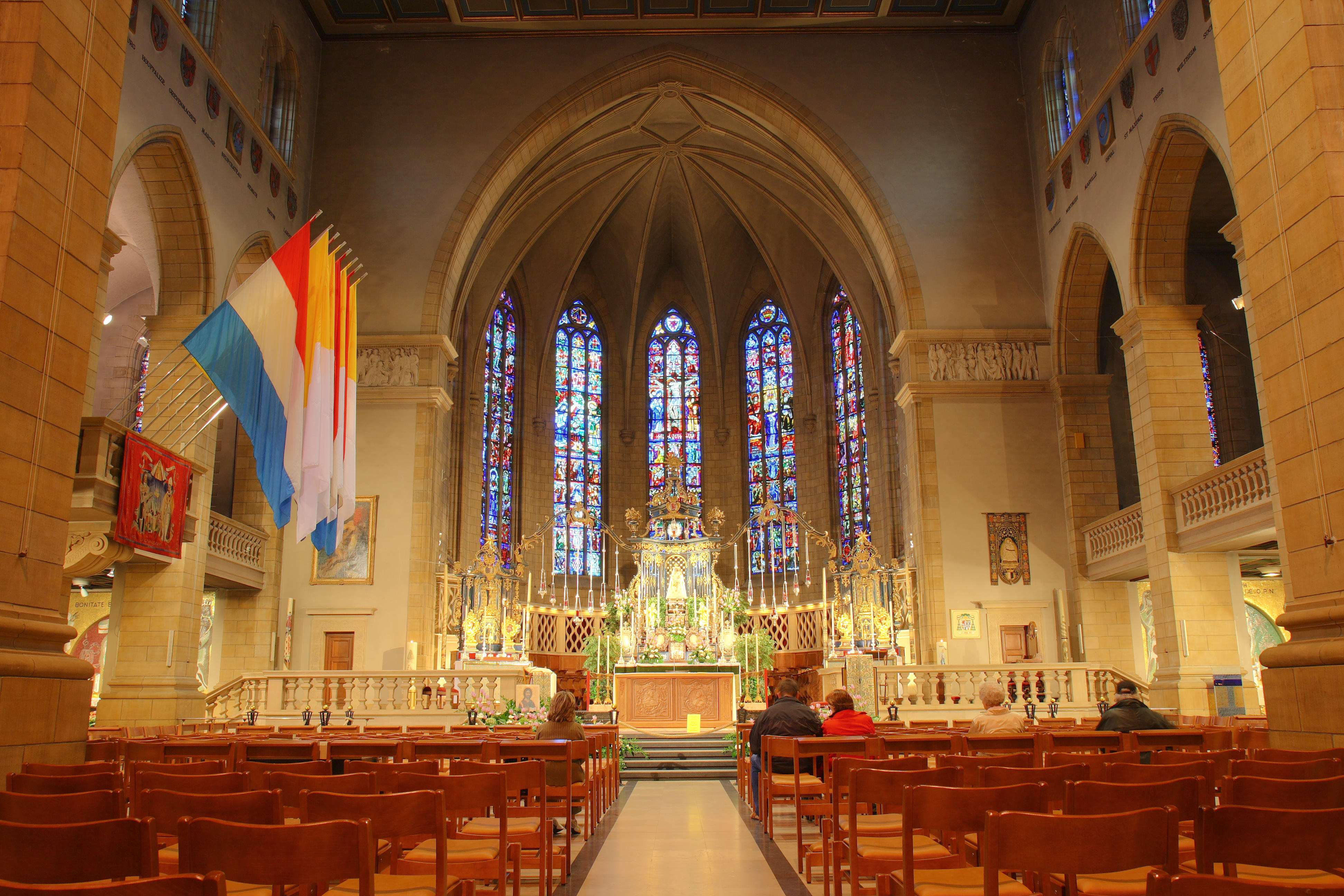
Chor der Cathédrale Notre-Dame de Luxembourg

Das bedeutendste religiöse Bauwerk ist die Kathedrale Notre-Dame de Luxembourg (auch Kathedrale unserer lieben Frau genannt), die spätgotische Bischofskirche des Erzbistums Luxemburg. Sie wurde 1613–1617 durch die Jesuiten errichtet und 1870 zur Kathedrale erhoben. In ihr wird jedes Jahr die Muttergottesoktav gefeiert, eine Wallfahrt zu Ehren der Mutter Gottes, der Schutzpatronin der Stadt Luxemburg. Neben ihr liegt das barocke Refugium St. Maximin, die ehemalige Niederlassung der Trierer Reichsabtei St. Maximin, heute Außenministerium des Großherzogtums. Weitere religiöse Stätten sind die Herz-Jesu-Kirche (Sacré Coeur), die St.-Michael-Kirche, die St.-Johann-Kirche, die Quirinuskapelle, die Kongregationskirche und der Liebfrauenfriedhof.
Weitere historische Gebäude:
- Gëlle Fra
- Abtei Neumünster

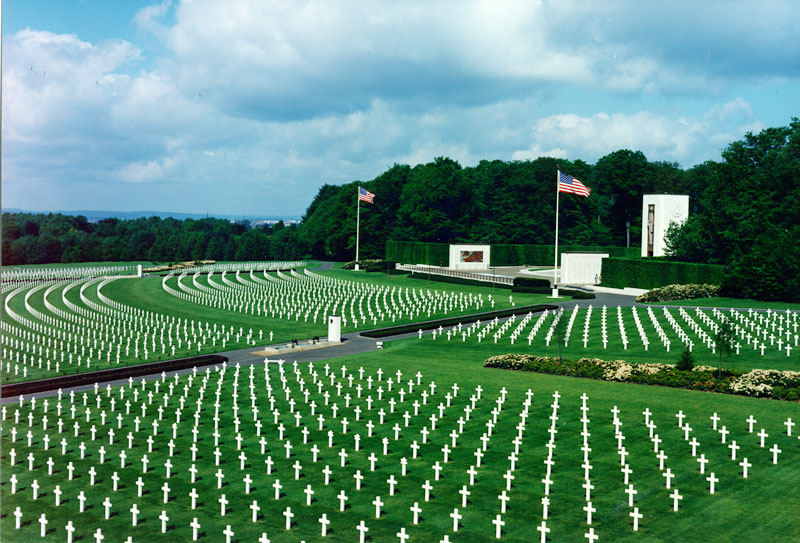
Luxembourg American Cemetery and Memorial

- Mahnmal der Luxemburger Solidarität (Kanounenhiwwel)
- Grabmal des Hauptmanns von Köpenick
- Neue Synagoge
- Cité Judiciaire auf dem Heilig-Geist-Plateau
- Péiter Onrou, Darstellung eines Heiligen, bei dem heute noch magische Rituale ausgeführt werden.

Rund um die Stadt Luxemburg gibt es einen großen US-amerikanischen und einen großen deutschen Militärfriedhof mit Gräbern von 15.989 Soldaten, die während der Ardennenoffensive im Zweiten Weltkrieg ums Leben kamen. Der amerikanische Militärfriedhof in Hamm besteht aus 5076 Gräbern, die bogenförmig vor einer Gedenkkapelle aufgestellt sind. Auch der Befehlshaber der III. US-Armee, General George S. Patton, wurde auf seinen Wunsch hin dort bestattet. Der deutsche Soldatenfriedhof in Sandweiler besteht aus 10.913 Gräbern. Der Friedhof war der erste nach dem Zweiten Weltkrieg, den der Volksbund Deutsche Kriegsgräberfürsorge außerhalb Deutschlands anlegen konnte.

#### Moderne Bauwerke
Das Plateau Kirchberg ist der modernste Teil der Stadt Luxemburg. Hier befinden sich unter anderem die sehenswerten Gebäude des Europäischen Gerichtshofs, des Europäischen Rechnungshofs, der Europäischen Kommission, der Europäischen Investitionsbank und des Parlaments der Europäischen Union. Der Kirchberg wird daher auch als Europaviertel bezeichnet. Darüber hinaus befindet sich auf dem Kirchberg das Europäische Konferenz- und Kongresszentrum, die Philharmonie Luxembourg und die Messe Luxexpo.

#### Brücken

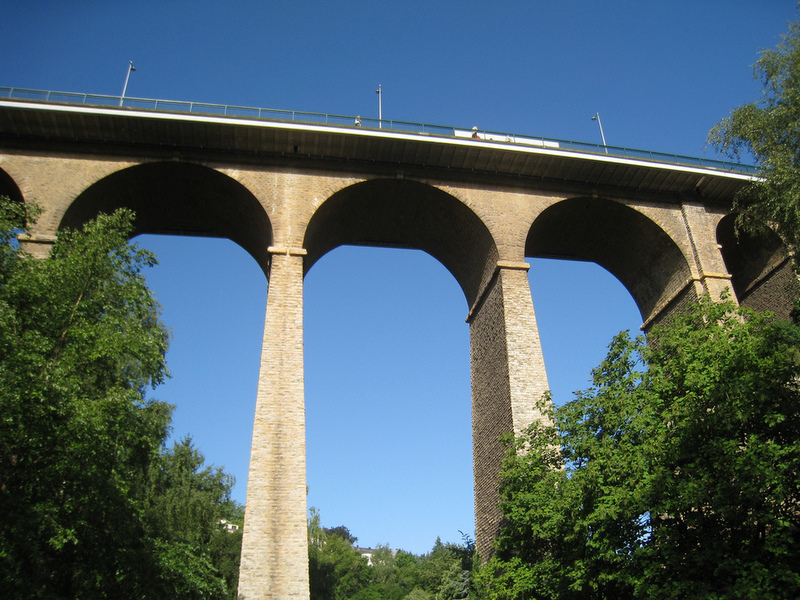
Viadukt / Alte Brücke / Passarelle

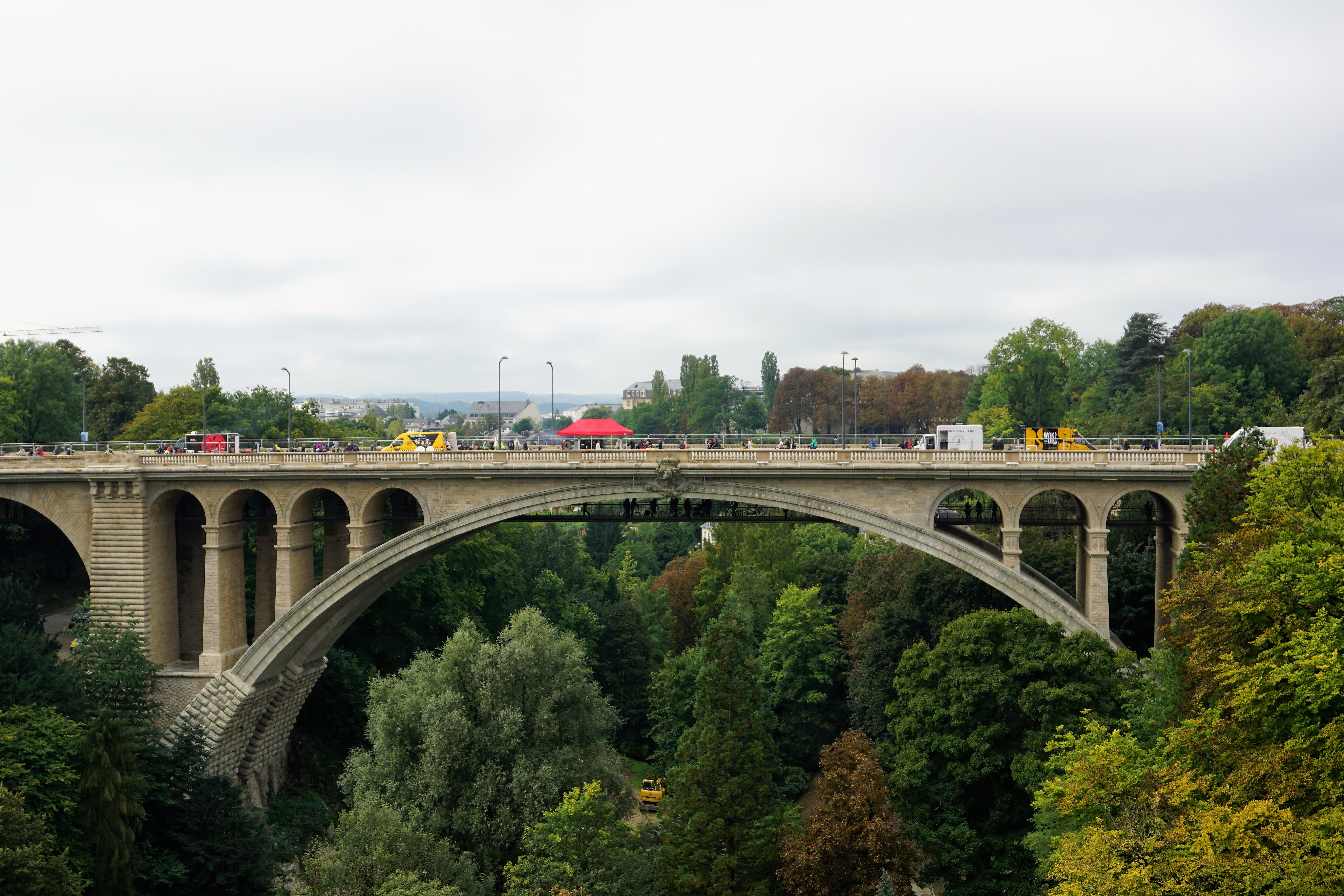
Adolphe-Brücke / Neue Brücke

Charakteristisch für die Stadt Luxemburg sind ihre großen Brücken über tiefe, enge Täler. Sie verbinden die verschiedenen Plateaus, aus denen die Stadt besteht:
- Der Viadukt, auch Alte Brücke oder Passerelle genannt, überquert das Petruss-Tal in einer Höhe von 45 Metern und besteht aus 24 Bögen mit Spannweiten von acht und 15 Metern. Die Brückenpfeiler sind bis zu 30 Meter hoch und die Gesamtlänge der Brücke beträgt rund 290 Meter.
- Die Brücke Grande-Duchesse Charlotte, auch Rote Brücke genannt, verbindet das Stadtzentrum mit dem Europaviertel auf dem Kirchberg-Plateau. Die Brücke verläuft in 74 Metern Höhe über der Alzette. Die Länge beträgt 355 Meter bei einer Stützenweite von 234 Metern.
- Die Adolphe-Brücke, auch Neue Brücke genannt, wurde in den Jahren 1900 bis 1903 errichtet. Das Ausland verfolgte den Bau der Adolphe-Brücke mit großem Interesse, da es sich bis dahin um die größte Steinbogenbrücke der Welt handelte. Der große Doppelbogen mit einer Spannweite von 85 Metern überquert das Petruss-Tal in einer Höhe von 42 Metern. Die Gesamtlänge der Brücke beträgt 153 Meter.[37] Die Hängebrücke für Radfahrer und Fußgänger unterhalb der Adolphe-Brücke wurde im September 2017 eröffnet.

#### Straßen und Plätze

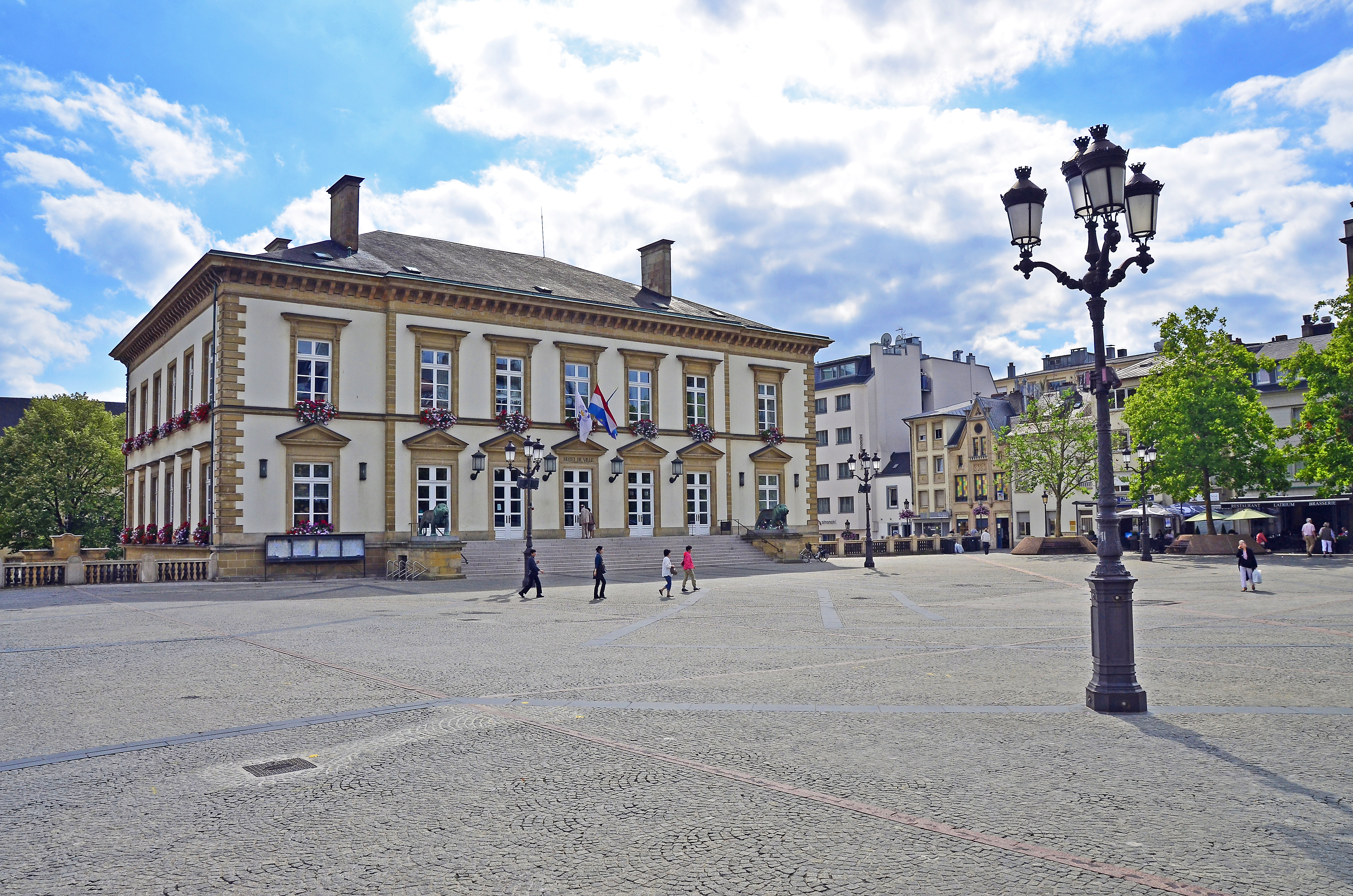
Hôtel de Ville, Place Guillaume II.

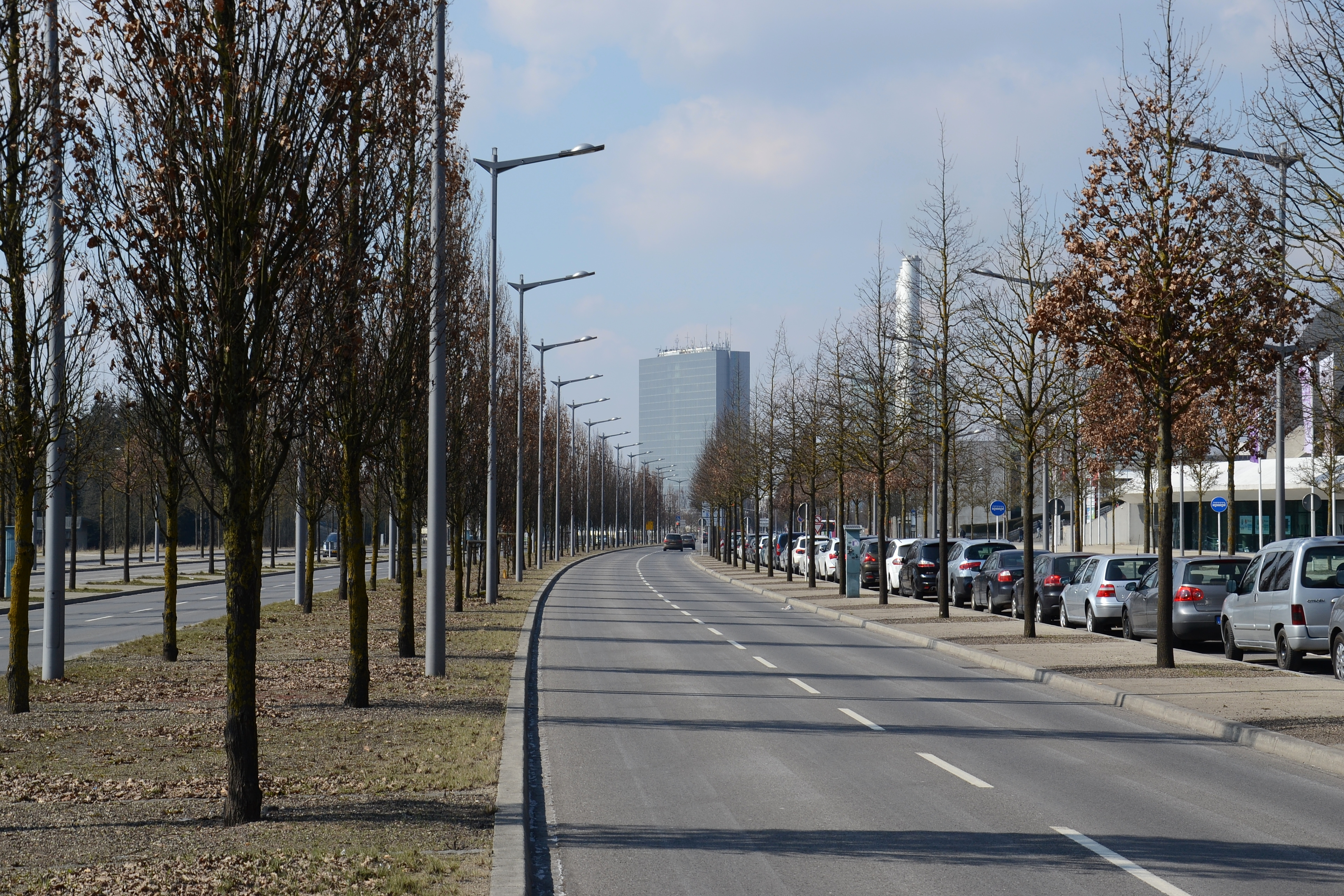
Avenue John Fitzgerald Kennedy

Die bekanntesten Plätze der Stadt sind der Place Guillaume II (im Volksmund auch „Knuedler“ genannt) mit dem Reiterstandbild Wilhelms, der Fischmarkt, der Paradeplatz Place d’Armes (erbaut 1671, 1986 neu angelegt und im Sommer ein beliebter Treffpunkt für Jung und Alt) mit dem angrenzenden Stadt-Palais sowie der Clairefontaine-Platz im Regierungsviertel mit dem Denkmal der Großherzogin Charlotte. Vor allem in den Sommermonaten ist die Wiese Kinnekswiss, vor allem bei den jungen Menschen, als Picknicksplatz äußerst beliebt.
Die Avenue John Fitzgerald Kennedy (aus Richtung Deutschland) und die Route d’Arlon (aus Richtung Belgien) sind gemeinsam mit den beiden südlich gelegenen Autobahnen 3 und 4 (aus Richtung Frankreich) die meistfrequentierten Einfallstraßen in die Stadt. Bedeutendste innerstädtische Straßen sind unter anderem der Boulevard Royal und die Prachtstraße Avenue de la Liberté, die von der Adolphe-Brücke in südlicher Richtung bis zum Bahnhof führt.
Im Stadtzentrum wird der Verkehr aus Süden in Richtung Norden unter der Altstadt durch den Tunnel René Conen geleitet.
Im Bereich der Fußgängerzone liegen die oben genannten Plätze sowie außerdem unter anderem die Einkaufsstraßen Groussgaass, Grand-Rue, Rue du Curé oder Avenue Monterey. Gedränge herrscht in der Hauptstadt meist unter der Woche, insbesondere in den Monaten April, Juni, Oktober, wenn der EU-Ministerrat tagt, und während der Messen und Kongresse (im Mai und Juni sowie im September und im Oktober).

### Sport

D’Coque

Das Centre National Sportif et Culturel (D’Coque) auf dem Luxemburger Kirchberg ist das größte Sportzentrum des Landes. Die Hallenkonstruktion wurde erst in den 1990er-Jahren als Erweiterung der Piscine Olympique Luxembourg erbaut und erinnert in ihrer Form an eine Jakobsmuschel. Neben ihrer Funktion als Sportzentrum wird sie für Großveranstaltungen, Konzerte und als Konferenzzentrum verwendet. Die große Halle umfasst 4300 Quadratmeter und hat 8000 Plätze.
Fußball ist die beliebteste Sportart Luxemburgs. Im Stadtteil Belair liegt das Stade Josy Barthel, das größte Fußballstadion des Landes (Kapazität: 8054 Plätze). Es war Austragungsort der Heimspiele der Luxemburger Fußballnationalmannschaft (Nationalstadion), bis 2021 das Stade de Luxembourg eröffnet wurde. Darüber hinaus gibt es im Stadtgebiet das Stade Achille Hammerel (5814 Plätze), das Stade de Beggen (rue Henri Dunant, 4850 Plätze), das Stade Camille Polfer (2740 Plätze) sowie das Stade Hollerich (2120 Plätze). Die erfolgreichste Fußballmannschaft der Stadt ist Racing FC Union Luxembourg. Nach der Fusion 2005 zwischen Alliance, Spora sowie Union Luxemburg kann der Klub sich 28 Luxemburger Meisterschaften und 20 Pokalsiege (Coupe de Luxembourg) ins Palmares schreiben, die aber alle von den Vorgängervereinen gewonnen wurden. Ältester eigenständiger Fußballverein der Hauptstadt ist der FC Avenir Beggen (gegründet 1915).
Das Etappen-Radrennen Tour de Luxembourg, seit 1935 eines der ersten Vorbereitungsrennen zur Tour de France, beginnt und endet in der Stadt Luxemburg. Das Rennen ist Teil der UCI Europe Tour. Nach drei Jahrzehnten konnte mit Fränk Schleck 2009 erstmals wieder ein Luxemburger Junge das Rennen gewinnen. Zu den Siegern gehört auch Lance Armstrong, der hier seinen ersten Erfolg nach der überwundenen Krebs-Erkrankung erzielen konnte.
Die Stadt Luxemburg war 1995 und 2013 Austragungsort der Spiele der kleinen Staaten von Europa, einem zweijährlich stattfindenden Multisportereignis, das von den Nationalen Olympischen Komitees (NOK) von neun europäischen Kleinstaaten organisiert wird und seit 1985 stattfindet.
Das JPMorgan City Jogging ist ein jährlicher Stadtlauf durch die Hauptstadt inklusive Walking, Nordic Walking und Kids Jogging.
Es gibt außerdem noch das jährliche ING Night Marathon Luxembourg, welches sehr beliebt bei den Mitarbeiterinnen und den Mitarbeitern der großen Firmen ist.
Der Europe-Marathon führt wahlweise als Marathon oder als Halbmarathon vom Banken- und Finanzzentrum Kirchberg hinein in den historischen Stadtkern. Er ist – begleitet von Fackeln und bengalischer Beleuchtung – einer der wenigen Marathons, die abends ausgetragen werden. Bis zum Jahr 2010 fand der Europe-Marathon jeweils im Mai statt, im Jahr 2011 wird er erstmals im Juni ausgetragen. Der Kurs gilt als attraktiv, ist aber auch wellig und verwinkelt und deshalb nicht unbedingt für Bestzeiten geeignet. Bei der Premiere nahmen Läufer aus 60 Nationen teil. Die größte Gruppe bildeten die Einheimischen mit gut einem Viertel der Teilnehmer, gefolgt von Deutschen, Franzosen und Belgiern.
Die Luxembourg Euro Meet ist das größte Schwimmereignis in Luxemburg und findet jährlich im Januar auf dem Kirchberg in der Arena Coque statt.
Der Große Preis von Luxemburg wurde von 1949 bis 1952 auf einer Motorsport-Rennstrecke in Findel direkt vor den Toren der Stadt ausgetragen. In den Jahren 1997 und 1998 hieß außerdem das Formel-Eins-Rennen auf dem nahegelegenen Nürburgring Großer Preis von Luxemburg. Der Name wurde gewählt, weil in der Saison 1997 bereits ein Großer Preis von Deutschland auf dem Hockenheimring und ein Großer Preis von Europa auf dem Circuito de Jerez in Jerez de la Frontera in Spanien ausgetragen wurde. Die größte Rennstrecke des Landes, der Circuit Goodyear, liegt einige Kilometer nördlich der Stadt in Colmar-Berg. Der amerikanische Reifenhersteller Goodyear Tire & Rubber Company betreibt dort ein Werk mit mehr als 3600 Angestellten. Jährlich wird außerdem die Goodyear-Trophy und der Coupe-Goodyear ausgefahren.

## Wirtschaft & Infrastruktur

### Wirtschaft

#### Dienstleistungen

##### Finanzplatz Luxemburg

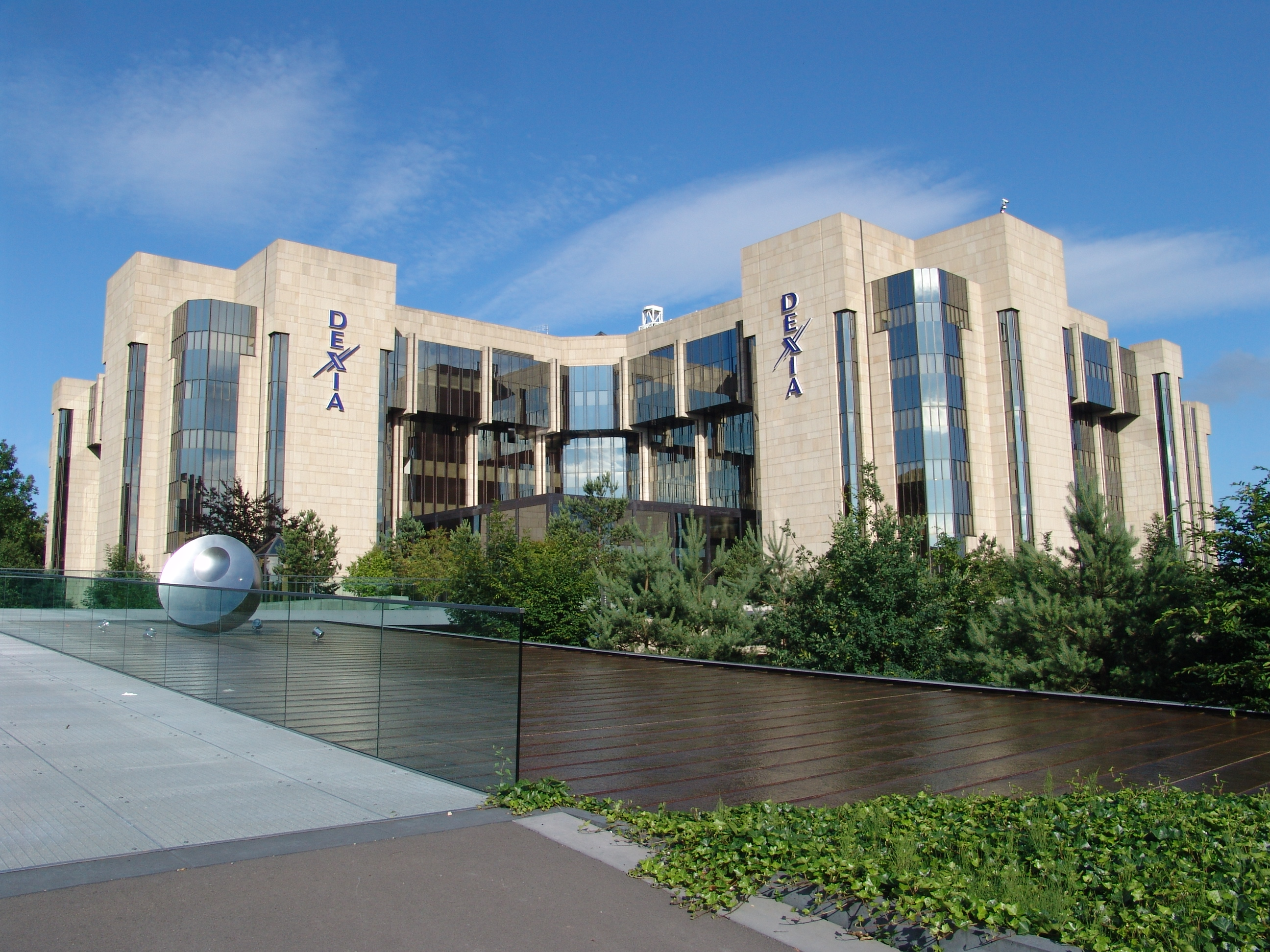
Sitz der Bank „Dexia“ in Luxemburg-Hollerich

Die früher von Schwerindustrie und Landwirtschaft geprägte Wirtschaftsstruktur Luxemburgs hat sich seit Beginn der 1970er-Jahre tiefgreifend gewandelt. Vor dem absehbaren Rückgang der Bedeutung der Schwerindustrie hat die Luxemburger Regierung seit 1975 bewusst und konsequent eine Diversifizierungspolitik betrieben, neue Industrien angesiedelt und mit großem Erfolg vor allem den Banken- und Versicherungssektor entwickelt.
Mit Frankfurt am Main, London, New York City, Zürich, Hongkong und Singapur zählt die Stadt Luxemburg heute zu den wichtigsten Finanzplätzen der Welt. Sie ist nach den Vereinigten Staaten das weltweit zweitgrößte Kompetenzzentrum für Investmentfonds, Europas führender Standort für Captive-Rückversicherungen und das größte Private-Banking-Zentrum der Eurozone. Der Finanzsektor ist damit die wichtigste Säule der luxemburgischen Wirtschaft. Insgesamt generieren Finanzdienstleistungen und unternehmensbezogene Dienstleistungen heute knapp die Hälfte der luxemburgischen Bruttowertschöpfung. Im Finanzsektor arbeiten 22 Prozent der Beschäftigten, die meisten davon in den Stadtteilen Kirchberg und Oberstadt unmittelbar in der Hauptstadt. Die Wertpapierbörse „Börse Luxemburg“ befindet sich hier.

##### Informationstechnik
Aufgrund der zentralen Lage und des günstigen wirtschaftlichen Umfelds haben sich auch zahlreiche IT-Konzerne in Luxemburg niedergelassen, so wie Artec 3D, der Hersteller von High-End-3D-Scanlösungen. Seit dem Jahr 2004 ist die iTunes S.a.r.l. dort ansässig, die als Tochtergesellschaft der Apple Inc. den europäischen iTunes Store betreibt. Ferner hat die europäische Niederlassung von Amazon.com ihren Sitz in Luxemburg.

##### Medien
In Luxemburg-Stadt ist der Sitz des Medienunternehmens RTL Group angesiedelt, dessen Wurzeln auf die Compagnie luxembourgeoise de radiodiffusion zurückgehen, welche seit den 1930er Jahren von ihrem Funkhaus, der Villa Louvigny, im Luxemburger Stadtpark aus Radio Luxemburg betrieb.

#### Industrie

##### Produktion

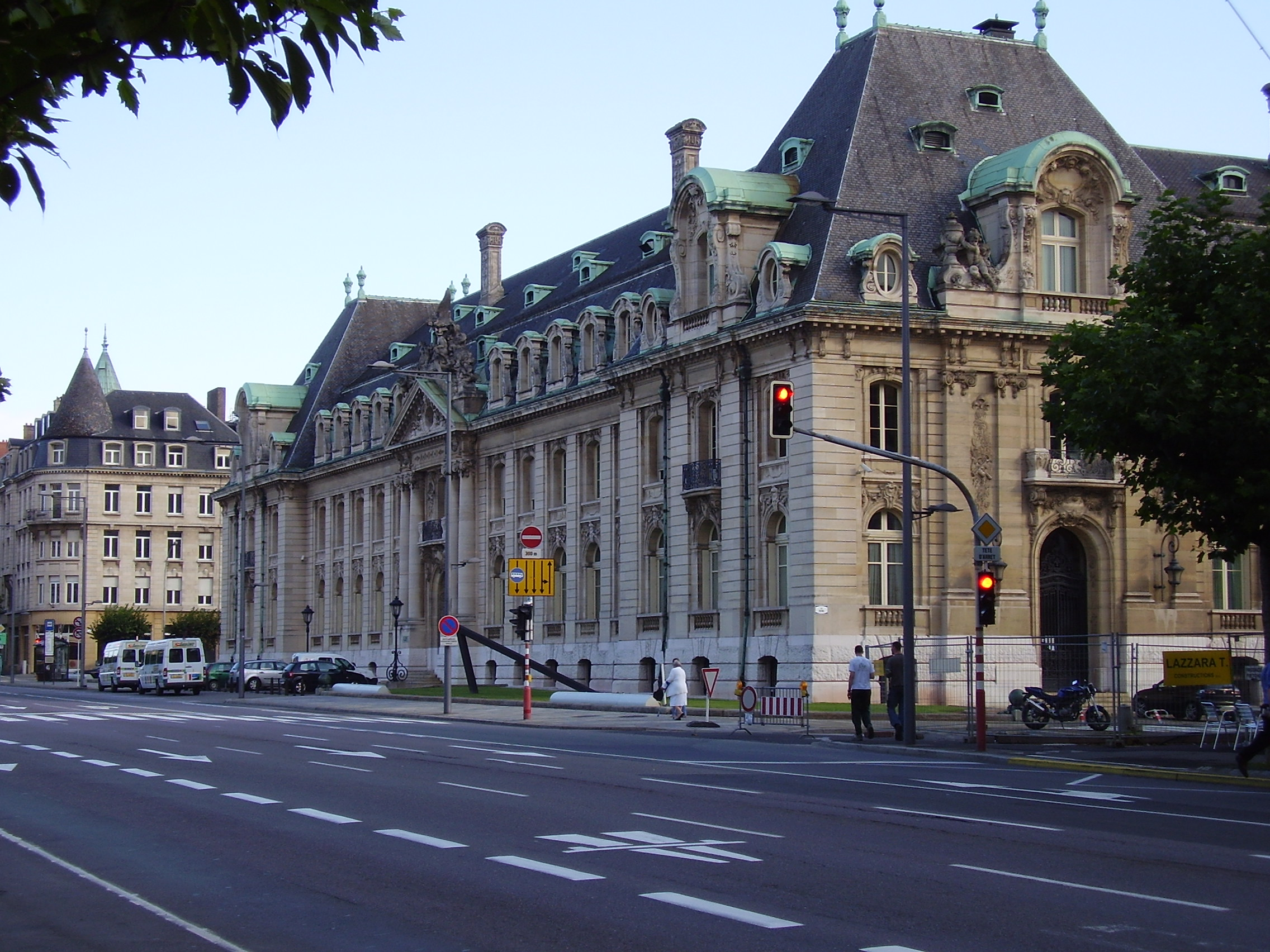
Ehemaliger Sitz von Arbed, dem Vorläufer des weltweit größten Stahlherstellers ArcelorMittal an der Avenue de la Liberté in Luxemburg-Stadt

Luxemburg-Stadt ist Verwaltungssitz des fusionierten und weltweit größten Stahlherstellers ArcelorMittal. Er entstand 2007 durch die Fusion des einstmals selbständigen multinationalen Stahlunternehmens Arcelor und des britisch-indischen Stahlherstellers Mittal Steel. Arcelor selbst war 2002 durch Fusion der Stahlunternehmen Arbed (Luxemburg), Usinor (Frankreich) und Aceralia (Spanien) entstanden. Arbed war immer der größte private Arbeitgeber in Luxemburg. Der ehemalige Verwaltungssitz von Arbed befand sich in einem repräsentativen neoklassizistischem Gebäude auf der Avenue de la Liberté, dem größten Boulevard Luxemburgs.

### Bildung

#### Weiterführende Schulen
In Luxemburg-Stadt befinden sich insgesamt 22 weiterführende Schulen (Lycée - enseignement secondaire). Hierzu gehören dreizehn öffentliche Schulen (u. a. Lycée Michel-Rodange, Athénée de Luxembourg, Lycée des Arts et Métiers), drei Privatschulen, die die offiziellen Lehrpläne des Ministeriums anwenden, fünf Privatschulen, die eigene Lehrpläne anbieten sowie eine Europäische Schule. Die meisten Lyzeen sind im Stadtteil Limpertsberg sowie auf dem Campus Geesseknäppchen angesiedelt.

#### Hochschulen
Die im Jahr 2003 gegründete Universität Luxemburg hatte bis 2015 ihren Sitz in Luxemburg-Limpertsberg, bevor die Verwaltung und mehrere Institute nach Esch-Belval umzog. Einige Institute befinden sich nach wie vor in Luxemburg-Stadt. Sie versteht sich als mehrsprachige, internationale und forschungsorientierte Universität mit persönlicher Atmosphäre. Die Universität unterhält zahlreiche Kooperationen mit den EU-Institutionen und dem luxemburgischen Finanzplatz. Sie hat drei Fakultäten und zwei interdisziplinäre Zentren. Unterrichtssprachen sind Französisch, Deutsch und Englisch.
Der Sitz der privaten staatlich anerkannten eufom European University for Economics & Management A.s.b.l. befindet sich in der Stadt Luxemburg auf dem Kirchberg-Plateau. Das europäisch ausgerichtete Studium der eufom University richtet sich an Berufstätige und Auszubildende der Großregion und des Großherzogtums Luxemburg, die sich neben ihrer unternehmerischen oder betrieblichen Tätigkeit akademisch qualifizieren wollen. Unterrichtssprachen sind Deutsch (Bachelor) und Englisch (Master).

### Verkehr

#### Pendleraufkommen und Folgen
Täglich kommen mehr als 225.000 (2023/Q3) Pendler ins Großherzogtum, die meisten davon direkt in die Hauptstadt. Daher herrscht rund um die Hauptstadt in der Zeit zwischen 7:30 und 9:00 Uhr sowie zwischen 16:00 und 18:30 Uhr auf zahlreichen Straßen häufig Stau. Busse und Züge sind im Berufsverkehr ebenfalls stark ausgelastet.

#### Öffentlicher Personenverkehr
Es gibt ein ausgebautes Netz von Buslinien. Sie verbinden Stadtteile mit der Innenstadt, die Bahnhöfe und die in der Peripherie gelegenen P+R-Plätze (Bouillon: 2600 Stellplätze, Kockelscheuer: 600, Süd: 720, Kirchberg: 235, Beggen: 200) miteinander.
Freitags und samstags verkehrt ab 22 Uhr der kostenlose Nachtbus City Night Bus auf drei Linien. Linie CN1 verbindet die Oberstadt mit den Stadtteilen Hollerich, Gare, Clausen, Neudorf und Cents und fährt auch die Parkplätze Glacis und Bouillon an. Linie CN2 verbindet den Centre Hamilius mit den Stadtteilen Bonnevoie, Gasperich und Zessingen. Linie CN3 verbindet den Centre Hamilius mit den Stadtteilen Limpertsberg, Belair und Merl. Der Nachtbus ist ein kostenloser Service der Stadt Luxemburg. Er verkehrt im 15- bzw. im 30-Minuten-Takt.
In der Stadt Luxemburg wurde 2015 mit dem Bau des Straßenbahnnetzes „Stater Tram“ begonnen. Der erste Teil der Linie wurde am 10. Dezember 2017 eröffnet und führte zuerst von der Luxexpo zur Haltestelle Rout Bréck/Pafendall. Danach wurde die Linie 2019 bis Stärreplaz/Étoile verlängert. Seit Fahrplanwechsel 2020–21 fährt sie nun auch weiter bis zum Hauptbahnhof über Hamilius. Eine Erweiterung bis zum Flughafen Luxemburg wird bis März 2025 fertig gestellt sein. Ziel des Vorhabens ist eine Verbesserung der Mobilität zwischen Innenstadt und Kirchberg, wo ein erheblicher Teil der Berufspendler arbeitet. Berechnungen hatten ergeben, dass dem Verkehrsaufkommen mit Bussen nicht mehr beizukommen sei. Zuvor bestand in Luxemburg bereits von 1875 bis 1964 ein Straßenbahnnetz. Außerdem sind weitere Strecken geplant, der Bau der zweiten Strecke (K2 bzw. erste Teilstrecke K2A) auf dem Kirchberg soll bereits 2025 beginnen und 2027 fertig sein und die der Richtung Hollerich durch das Neubaugebiet Nei Hollerich 2027 beginnen und 2029 fertiggestellt sein. Alle weitere Linien sind noch in der Planungsphase.
Seit 2015 betreibt die Stadt ein Carsharing-Projekt namens Carloh mit fünf Stationen. Damit können an bestimmten Orten bereitgestellte Fahrzeuge gelegentlich ausgeliehen werden. Recht niedrige Fixkosten werden angestrebt – tanken, Wartung und Pflege sind inklusive. Das Konzept richtet sich sowohl an Privatpersonen als auch an Unternehmen.
Personenaufzüge bestehen zwischen dem Heiliggeistplateau und dem Stadtteil Grund (45 Höhenmeter) sowie zwischen der Oberstadt und Pfaffenthal (60 Höhenmeter), siehe dazu: Aufzug Grund-Oberstadt und Aufzug Pfaffenthal-Oberstadt.
Seit März 2020 ist der öffentliche Personennahverkehr im gesamten Land kostenlos.

#### Straßenverkehr

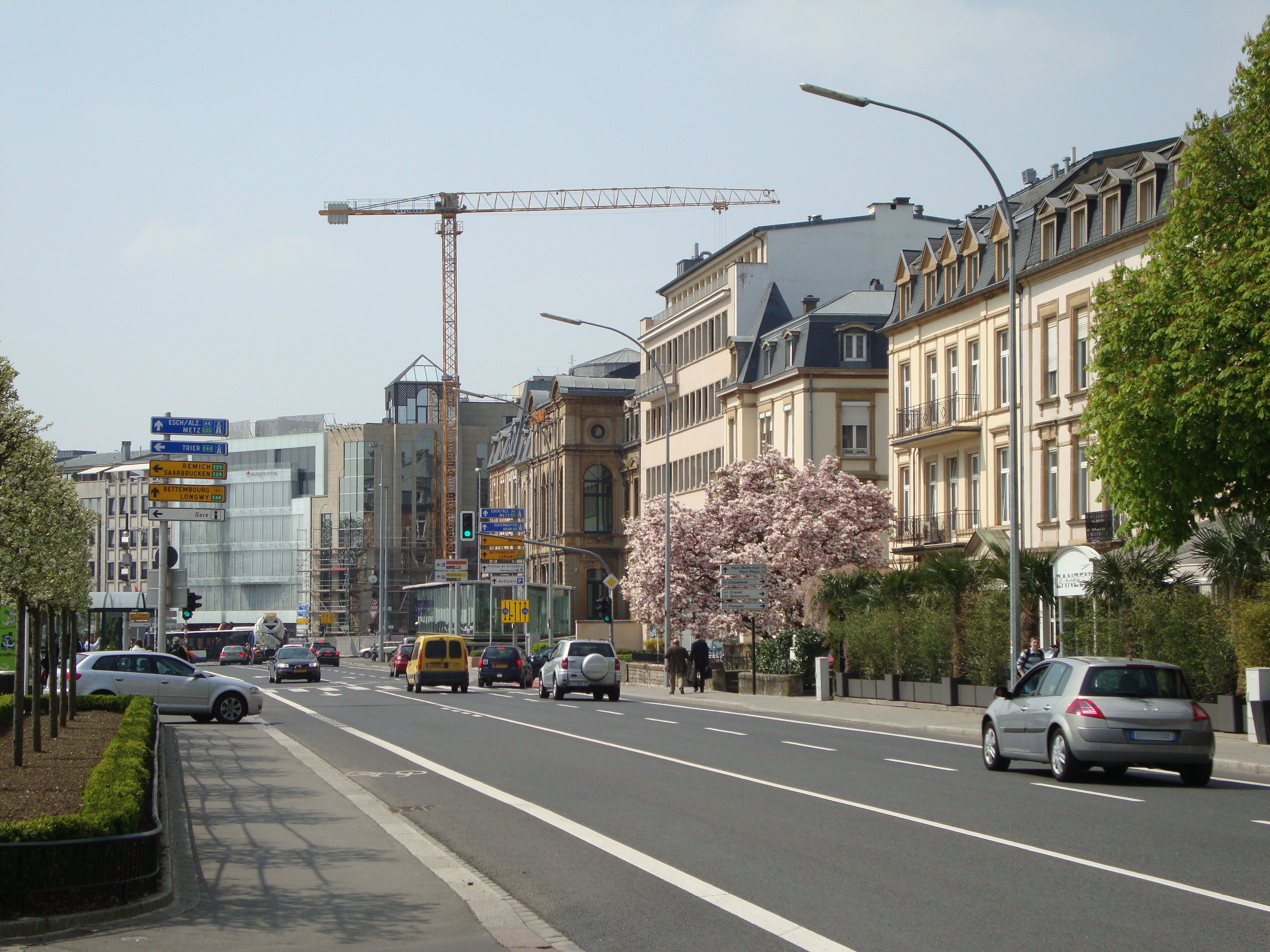
Boulevard Roosevelt

Die 22 Parkhäuser der Stadt, vor allem die Parkhäuser Aldringen, Knuedler und Theater, sind wochentags häufig überlastet. Das am 29. Juli 2005 eingeführte dynamische Parkleitsystem gibt Auskunft über den aktuellen Belegungsgrad. Die innerstädtische Begrenzung auf zwei Stunden Parkzeit soll für eine permanente Rotation sorgen und dem Langzeitparken entgegenwirken. Es sind unterschiedliche Parkzonen vorgesehen sowie Sondererlaubnisse für Anwohner und andere spezifische Gruppen. Call2Park ist ein System, das Parktickets per Mobiltelefon zu zahlen erlaubt. Eine Verkehrsinfo ist online abrufbar.

#### Schienenverkehr

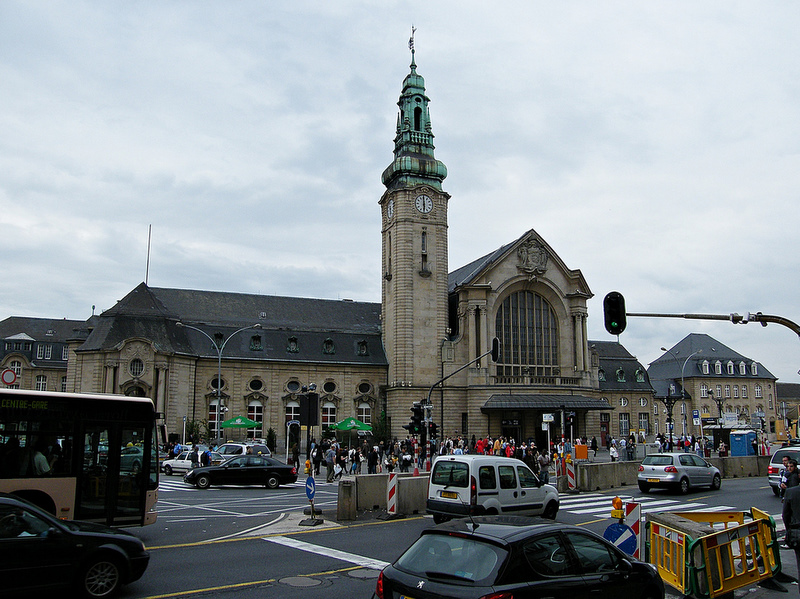
Bahnhofsgebäude

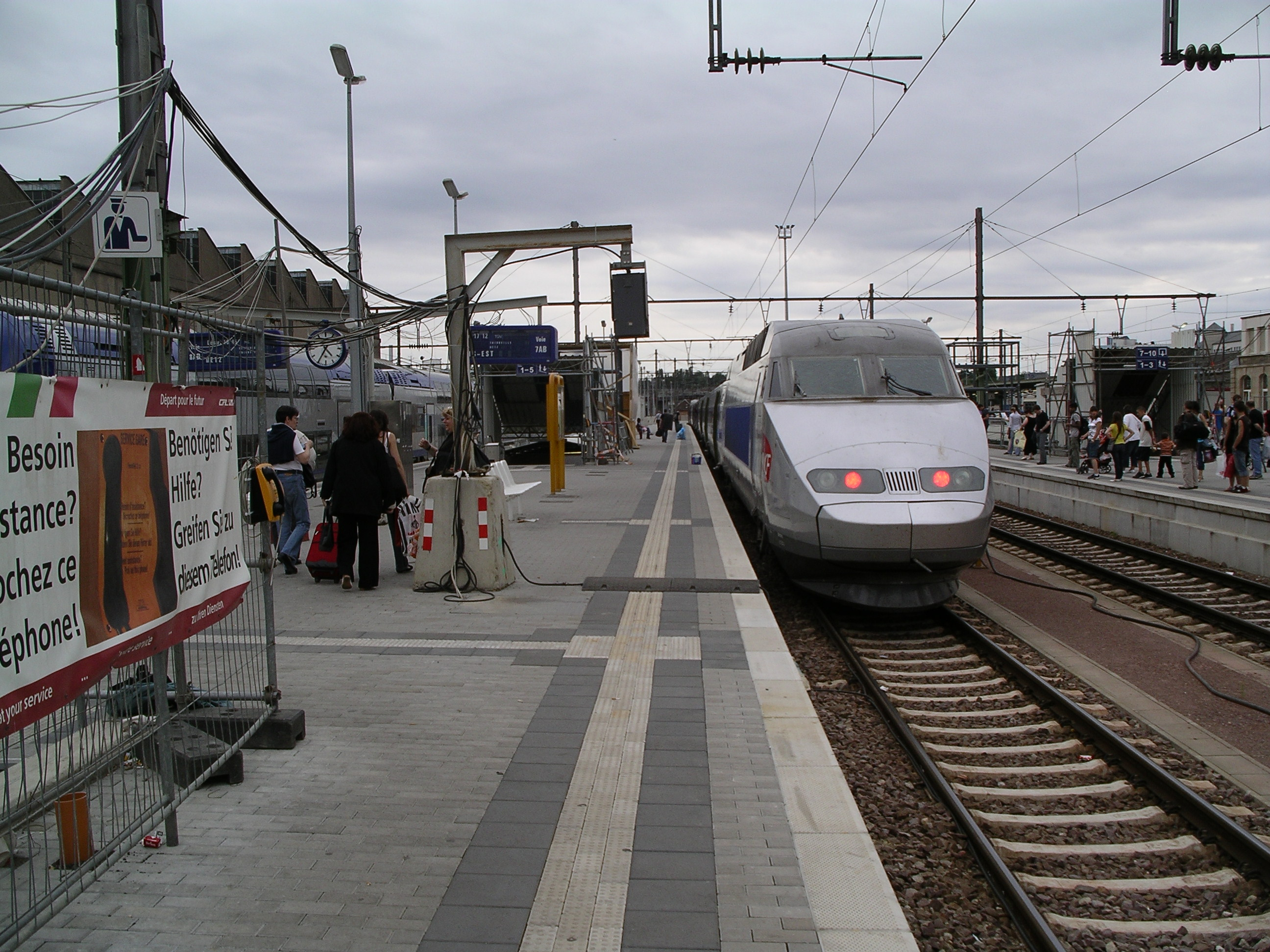
Französischer TGV im Bahnhof Luxemburg

Der Bahnhof Luxemburg (französisch Gare de Luxembourg) ist der zentrale Punkt des 274 km langen Eisenbahnnetzes im Großherzogtum. Daneben gibt es im Stadtgebiet noch die Bahnhöfe bzw. Haltepunkte Pafendall-Kierchbierg (Pfaffenthal-Kirchberg), Cents-Hamm und Hollerich. Der Personenverkehr wird hauptsächlich von der Société Nationale des Chemins de Fer Luxembourgeois (CFL) betrieben. Hier und da sieht man auf den Gleisen auch mal einen Zug der SNCB oder der SNCF.
Folgende Eisenbahnstrecken kommen hier zusammen:
- Luxemburg–Bettembourg weiter über Thionville nach Metz in Frankreich
- Luxemburg–Kleinbettingen weiter nach Arlon und Brüssel in Belgien
- Luxemburg–Trois Ponts (weiter nach Lüttich; Nordlinie)
- Luxemburg–Wasserbillig weiter nach Trier Hauptbahnhof, Cochem (Mosel) und Koblenz Hauptbahnhof
- Petingen–Luxemburg, in Petingen besteht Anschluss nach Frankreich/Belgien

Der Bahnhof ist über die Trasse LGV Est européenne an das Hochgeschwindigkeitsnetz der französischen Staatsbahn (SNCF) angeschlossen und verfügt unter anderem über eine direkte Verbindung nach Paris. Seit 2009 verkehren täglich sechs TGV-Züge auf dieser Linie, die Fahrzeit beträgt 130 Minuten. Es besteht eine halbstündliche Verbindung nach Deutschland im Nahverkehr, die allerdings schon kurz hinter der Grenze in Trier endet. Betrieben wird sie gemeinsam von CFL, DB und SNCF. Sie führt nach Trier, Wittlich und Koblenz. Ab 25. November 2017 gibt es einmal am Tag eine Direktverbindung mit Köln und Düsseldorf über und ab Koblenz als IC, es ist auch geplant, dass es ab Dezember 2025 noch weitere Direktzüge hinzukommen. Geplant ist ein EC und ECx, welcher von der CFL und DB gemeinsam betrieben wird.
Seit dem 14. Dezember 2014 sind Luxemburg und Deutschland mit einer leistungsfähigen Verbindung im Stundentakt zwischen Luxemburg und Koblenz verbunden. Dazu erfolgte ein Ausbau der Strecke Luxemburg–Trier–Koblenz zwischen den Orten Igel und Igel-West auf einer Distanz von zwei Kilometern. Das Projekt der Deutschen Bahn wurde mit 23 Millionen Euro veranschlagt. Luxemburg steuerte 8 Millionen Euro bei, obwohl das betroffene Teilstück vollständig auf deutschem Staatsgebiet liegt.
Seit einigen Jahren ist mit der sogenannten Eurocaprail eine Hochgeschwindigkeitsverbindung zwischen den Hauptstädten der Europäischen Union – Brüssel, Luxemburg und Straßburg – geplant. Auf belgischer Seite sind an der Strecke Brüssel–Luxemburg auf einigen Abschnitten bereits Linienverbesserungen im Bau. Die Einführung eines Hochgeschwindigkeitsverkehrs ist nach der Eröffnung der TGV-Strecke zwischen Metz und Straßburg vorgesehen.

#### Luftverkehr
Der Flughafen Luxemburg (französisch Aéroport de Luxembourg), inoffiziell kurz Findel genannt, ist der zentrale Flughafen Luxemburgs. Bedeutung hat er insbesondere im Frachtgeschäft: Luxemburg steht in der Liste der größten Frachtflughäfen Europas auf dem fünften Platz.
Der Airport liegt direkt am Stadtrand, rund sechs Kilometer vom Stadtkern entfernt. Er ist der einzige internationale Flughafen des Landes und zugleich der einzige mit einer asphaltierten Startbahn (4000 m × 60 m). Ein modernes Terminal mit einer Kapazität von rund drei Millionen Passagieren wurde im Jahr 2008 eröffnet. Im Personenverkehr wird der Flughafen von zahlreichen Fluggesellschaften bedient, unter anderem von British Airways, KLM Royal Dutch Airlines, Lufthansa, Swiss oder Scandinavian Airlines. Hauptnutzer ist Luxair. Im Frachtverkehr ist Cargolux größter Kunde.
Kritisch wurden in Luxemburg (Stand 2011) zwei Billigflughäfen in der Umgebung gesehen: Frankfurt-Hahn, rund 110 Kilometer entfernt, und Brüssel-Charleroi, rund 200 Kilometer entfernt, hatten dem Flughafen Luxemburg Marktanteile abgenommen. Im Jahr 2009 wurden auf dem Hahn mehr als 300.000 Luxemburger Passagiere geschätzt. Die Fluggesellschaft Ryanair flog von beiden Billigflughäfen aus.
Die Flughafen Frankfurt-Hahn GmbH meldete im Oktober 2021 Insolvenz an.

## Persönlichkeiten

### Söhne und Töchter der Stadt

#### Bis 1900
- Johann von Aldringen (1588–1634), kaiserlicher Feldmarschall im Dreißigjährigen Krieg
- Johann Friedrich von Elter, Graf d’Autel (1645–1716), Gouverneur von Luxemburg
- Jean Pierre Sauvage (1699–1780), niederländischer Porträtmaler
- Wenzel Philipp von Mareschall (1785–1851), österreichischer Militär, Diplomat und Politiker
- Gaspard Théodore Ignace de la Fontaine (1787–1871), erster Regierungschef des Großherzogtums Luxemburg
- Antoine Meyer (1801–1857), Autor und Mathematiker
- Jean-François Eydt (1809–1884), Architekt
- Norbert Metz (1811–1885), Ingenieur und Politiker
- Michel Lentz (1820–1893), Beamter, Schriftsteller und Dichter, Texter der Nationalhymne
- Alfred von Keßler (1833–1907), preußischer General
- Joseph Neuberg (1840–1926), luxemburgisch-belgischer Mathematiker, Hochschullehrer
- Benno von Platen (1846–1926), preußischer Generalmajor
- Gustav Nimax (1848–1906), Ingenieur und Industrieller
- Hedwig Bender (1854–1928), deutsche Philosophin und Frauenrechtlerin
- Pierre Eichhorn (1854 – n. 1900), belgischer Sportschütze
- Hermann von François (1856–1933), preußischer General
- Raymond de Waha (1877–1942), Politiker
- Eugène Becker (1884–?), Fußballspieler
- Robert Schuman (1886–1963), Ministerpräsident von Frankreich; Gründervater der Europäischen Union
- Marguerite Thomas-Clement (1886–1979), Lehrerin und Politikerin
- Michel Hemmerling (1889–1962), Turner
- Josef Jakobs (1898–1941), deutscher Spion im Zweiten Weltkrieg

#### 1901 bis 1950
- Gustav Wagner (1901–1972), Bobfahrer
- Jean-Pierre Müller (1904–1979), römisch-katholischer Geistlicher, Philosophiehistoriker und Hochschullehrer
- Henri Koch-Kent (1905–1999), Publizist
- Jean Bernard (1907–1994), Priester
- Lucien Wercollier (1908–2002), Bildhauer
- Rudy Houtsch (1916–2003), Radrennfahrer
- Raymond Petit (1920–1942), Student und Widerstandskämpfer
- Léopold Reichling (1921–2009), Botaniker
- Lilibert, geb. Elisabeth Merkels (1923–2024), luxemburgisch-deutsche Schlagertexterin und Rundfunkmoderatorin
- Fernand Schammel (1923–1961), Fußballspieler
- Jean Hamilius (* 1927), Leichtathlet, Politiker
- Lucien Gillen (1928–2010), Radrennfahrer
- Anise Koltz, geb. Blanpain (1928–2023), Schriftstellerin
- Léon Krier (1946–2025), Architekt
- Gaston Thorn (1928–2007), Premierminister Luxemburgs
- Gilbert Trausch (1931–2018), Historiker
- Alain David (1932–2022), französischer Leichtathlet
- Charly Gaul (1932–2005), Radrennfahrer, 1958 Gewinner der Tour de France
- Elsy Jacobs (1933–1998), Radsportlerin und 1958 erste Radsportweltmeisterin der Frauen
- Antoine Kohn (1933–2012), Fußballspieler und -trainer
- Jacques Poos (1935–2022), Politiker, Minister und Abgeordneter des Europäischen Parlaments
- Annette Weber-Krier (* 1937), Turnerin
- Guy Kirsch (* 1938), Wirtschafts- und Sozialwissenschaftler, Hochschullehrer
- Kurt Stenzel (1938–2012), deutscher Fernsehjournalist
- Jos Weber (1938–2003), Architekt und Hochschullehrer
- Joseph Kohnen (1940–2015), Germanist
- Erwin Kuffer (* 1943), Fußballspieler
- Claude Meintz (1944–2014), Archivar und Konservator
- Paul Scheuer (* 1944), Filmregisseur, Drehbuchautor, Filmschauspieler und Sekundarschullehrer
- Robert Brandy (* 1946), Maler und Bildhauer
- André Reuter (* 1947), Hochschulprofessor und Rektor
- Aldéric Doerfel (1949–2021), Fechter
- Alexander Müllenbach (* 1949), Komponist, Dirigent und Pianist
- Anne Brasseur (* 1950), Politikerin (DP)
- Nico Braun (* 1950), Fußballspieler
- Mady Delvaux-Stehres (* 1950), Politikerin
- Paul Philipp (* 1950), Fußballspieler und -trainer, Präsident des luxemburgischen Fußballverbandes (FLF)
- Jup Weber (1950–2021), Politiker und Abgeordneter des Europäischen Parlaments

#### 1951 bis 1975
- Monique Kieffer (* 1952), Historikerin, Direktorin der Bibliothèque nationale du Luxembourg
- Lydie Polfer (* 1952), Politikerin der Demokratesch Partei und Bürgermeisterin der Stadt Luxemburg
- Jean-Marie Schaeffer (* 1952), französischer Philosoph und Hochschullehrer
- Lucien Czuga (* 1954), Comicautor
- Frank Hoffmann (* 1954), Regisseur und Intendant
- Cécile Hemmen (* 1955), Rundfunkjournalistin und Politikerin
- Claude Lenners (* 1956), Komponist
- Marco Serafini (* 1956), Fernsehregisseur
- Martine Reicherts (* 1957), Politikerin
- Camille Gira (1958–2018), Politiker (Déi Gréng)
- Carlo Weis (* 1958), Fußballspieler und -trainer
- Nico Bremer (* 1959), Fußballspieler
- Anne Fontaine (* 1959), französische Schauspielerin, Filmregisseurin und Drehbuchautorin
- Viviane Loschetter (* 1959), Politikerin (Déi Gréng)
- Ranga Yogeshwar (* 1959), Wissenschaftsjournalist, Physiker; Redakteur und Moderator beim WDR
- Marc Conrad (* 1960), Filmproduzent, Autor und Medienmanager
- Bertrand Gachot (* 1962), belgisch-französischer Automobilrennfahrer
- Dean Spielmann (* 1962), Rechtswissenschaftler, Präsident des Europäischen Gerichtshofs für Menschenrechte
- Michel Wolter (* 1962), Politiker (CSV)
- Christophe d’Ansembourg (* 1963), belgischer Autorennfahrer
- Thomas Rabe (* 1965), Manager
- Félix Eischen (* 1966), Journalist und Politiker
- Tilly Metz (* 1967), Politikerin, Mitglied des Europäischen Parlaments
- Gilles Roth (* 1967), Politiker
- Jeff Saibene (* 1968), Fußballspieler und -trainer
- Thomas Elstner (* 1971), deutsch-luxemburgischer Fernsehproduzent und Moderator
- Xavier Bettel (* 1973), Politiker der Demokratesch Partei (DP); seit dem 4. Dezember 2013 Premierminister Luxemburgs
- Paul Galles (* 1973), Journalist und Politiker
- Claude Dario Conter (* 1974), Literaturwissenschaftler
- Laurence Baldauff (* 1974), luxemburgisch-österreichische Bogenschützin
- Jeff Strasser (* 1974), Fußballspieler und -trainer
- Thorunn Egilsdottir (* 1975), luxemburgisch-isländische Sängerin und Moderatorin
- Frank Engel (* 1975), Politiker (CSV) in Luxemburg und MdEP (EVP)
- Anne Kremer (* 1975), Tennisspielerin
- Marc Limpach (* 1975), Jurist, Autor, Schauspieler und Dramaturg

#### 1976 bis 2000
- Max Dauphin (1977–2024), Maler
- David Benito Garcia (* 1977), luxemburgisch-spanischer Schauspieler
- Max Hengel (1977–2024), Politiker
- Sascha Wagener (1977–2011), Politikwissenschaftler und Politiker (Die Linke)
- Lisa Berg (1978–2017), Cellistin und Komponistin
- Marc Demuth (* 1978), Jazzmusiker
- Alvin Jones (* 1978), amerikanisch-luxemburgischer NBA-Spieler und luxemburgischer Basketballnationalspieler
- Die Brüder Fränk (* 1980) und Andy Schleck (* 1985), Radprofis
- Brigitte Urhausen (* 1980), Schauspielerin und Hörspielsprecherin
- Guillaume von Luxemburg (* 1981), Erbgroßherzog von Luxemburg, Erbprinz von Nassau und Prinz von Bourbon-Parma
- Max Hahn (* 1981), Ingenieur und Politiker
- Fons Leweck (* 1981), Fußballspieler
- Mike Scheidweiler (* 1981), Tennisspieler
- Michel Reis (* 1982), Jazzmusiker
- Christian Rollinger (* 1982), Althistoriker
- Claudine Schaul (* 1983), Tennisspielerin
- Michel Welter (* 1983), Eishockeytorwart
- Félix von Luxemburg (* 1984), Prinz von Luxemburg, Prinz von Nassau und Bourbon-Parma
- Eric Hoffmann (* 1984), Fußballspieler
- Christine Majerus (* 1987), Radrennfahrerin
- James Borges (* 1988), Popsänger
- Édouard Rowlandson (* 1988), französischer Volleyball- und Beachvolleyballspieler
- Christopher Jones (* 1990), Basketballspieler
- Pit Schlechter (* 1990), Radrennfahrer
- Tom Thill (* 1990), Cyclocross- und Straßenradrennfahrer
- Alexandra von Luxemburg (* 1991), Prinzessin von Luxemburg, Prinzessin von Nassau und Bourbon-Parma
- Alex Kirsch (* 1992), Radrennfahrer
- Charline Mathias (* 1992), Mittelstreckenläuferin
- Alex Laurent (* 1993), luxemburgisch-deutscher Basketballspieler
- Eric Thill (* 1993), Politiker
- Maxime Weber (* 1993), Schriftsteller, Literatur- und Musikkritiker, Romancier, Journalist, Drehbuchautor
- Bob Melcher (* 1994), Basketballspieler
- Amy Thompson (* 1994), Fußballspielerin
- Chris Zuidberg (* 1994), Volleyballspieler
- Arthur Possing (* 1996), Jazzmusiker
- Enya Elstner (* 1997), deutsche Schauspielerin und Singer-Songwriterin
- Dylan Pereira (* 1997), Autorennfahrer
- Mirza Mustafić (* 1998), luxemburgisch-bosnischer Fußballspieler
- Michael Omosanya (* 1999), Fußballspieler
- Matthieu Osch (* 1999), Skirennläufer
- Antoine Pohu (* 1999), Schriftsteller
- Vincent Thill (* 2000), Fußballspieler

#### Ab 2001
- Mathieu Clement (* 2001), Jazzmusiker
- Yvandro Borges Sanches (* 2004), Fußballspieler
- Nora Lindahl (* 2004), finnisch-schwedische Sprinterin
- Gwyneth ten Raa (* 2005), Skirennläuferin

### Weitere mit der Stadt verbundene Persönlichkeiten
- Helen Buchholtz (1877–1953), eine der ersten Komponistinnen des Landes Luxemburg, lebte seit 1921 in der Stadt
- Carlo Hommel (1953–2006), Kathedralorganist
- Vicky Krieps (* 1983), luxemburgisch-deutsche Schauspielerin
- Franz Liszt (1811–1886), österreichisch-ungarischer Komponist, gab hier am 19. Juli 1886 anlässlich eines Besuches bei seinem Freund, dem ungarischen Maler Mihály Munkácsy, im ehemaligen Kasino sein letztes Konzert
- Jean von Luxemburg (1921–2019), Großherzog von Luxemburg, Herzog von Nassau, Prinz von Bourbon-Parma, Pfalzgraf bei Rhein, Graf zu Sayn, Königstein, Katzenelnbogen und Diez, Burggraf von Hammerstein, Herr von Mahlberg, Wiesbaden, Idstein, Merenberg Limburg und Eppstein
- Heinrich Oberhoffer (1824–1885), Komponist, Musikwissenschaftler, Instrumentalpädagoge, Kathedralorganist
- Johann Peters (1831–1897), katholischer Theologe, Professor am Priesterseminar, Domherr und Mitglied der Schulkommission
- Rainer Popp (* 1946), deutscher Journalist und Schriftsteller, von 1983 bis 1988 Chefredakteur von RTL-Radio und RTL-Fernsehen, Begründer und Leiter des Frühstücksfernsehens von RTL und Direktor des deutschen Programms von Radio Luxemburg
- Richard David Precht (* 1964), deutscher Philosoph und Publizist
- Friedrich Wilhelm Voigt (1849–1922), alias der „Hauptmann von Köpenick“, fand seine letzte Ruhestätte auf dem Liebfrauenfriedhof in Luxemburg-Limpertsberg